# Juliaca
Juliaca (en quechua: Hullaqa) es una ciudad peruana capital del distrito homónimo y de la provincia de San Román, ubicada en el departamento de Puno. Está situada a 3825 m.s.n.m en la meseta del altiplano de los Andes, al noroeste del lago Titicaca, en las proximidades de la laguna de Chacas, del río Maravillas y de las Chullpas de Sillustani. Es el mayor centro económico del departamento y una de las mayores zonas comerciales del país. 
La conurbación de Juliaca se extiende por los distritos de Juliaca, San Miguel y Caracoto. Juliaca es la novena ciudad más poblada del país con 480 137 hab. en 2025, según Estudios Independientes de Estadística Regional.-
La ciudad acoge cada año entre febrero y marzo la festividad  en honor a la Pachamama (Carnavales), donde los participantes ataviados con coloridos trajes salen a las calles a danzar bailes típicos del altiplano en un evento de los más populares dentro la región; igualmente se celebra la festividad de San Sebastián realizada el 20 de enero de cada año.
Posee un buen sistema de transporte terrestre: carreteras y líneas férreas que la interconectan con la región sur del país (Puno, Cuzco, Arequipa, Tacna), además de Bolivia, lo que la hace un punto de tránsito para los viajeros de esta área del país.
Así mismo cuenta con su propio Aeropuerto Internacional "Inca Manco Cápac" el cual es uno de los más importantes y de más trafico en el sur del país. 
La denominación de Ciudad de los vientos, se debe a que durante gran parte del año hay presencia de vientos, por estar ubicada dentro de la meseta del Collao.
Es llamada también Ciudad calcetera, debido a que antaño sus pobladores se dedicaban a la confección de calcetas o calcetines, incluyendo chompas, bufandas, etc., con fibra de alpaca, oveja, etc. Actualmente la producción de confecciones se ha transformado, hasta llegar a ser de nivel industrial.
Desde el punto de vista jerárquico de la Iglesia católica forma parte de la diócesis de Puno en la arquidiócesis de Arequipa.

## Historia

### Toponimia
El historiador Ramón Ríos afirma que Juliaca proviene de las voces quechuas Chhullasqa kaypi (había lloviznado) en alusión de que cuando las huestes incas llegaron a esta parte del collao, persiguiendo a los collas, se percataron de que en el cerro Huaynarroque había lloviznado.
No obstante, Justo Ruelas afirma que Juliaca proviene de las voces quechuas Ch'ulla Qaqa (rocío en el roquedal), debido a que en las inmediaciones de los cerros Huaynarroque y Santa Cruz, se puede apreciar pequeñas partículas de cuarzo, que asemeja al rocío matutino que cae sobre las rocas.

### Época antigua: 10000a.C. – 1532dC.
El Altiplano fue habitado desde alrededor de 4000 años a C. por comunidades sedentarias dedicadas a la agricultura y ganadería (llamas y cuyes).

#### Presencia Uro en Juliaca
El legendario Lago Titicaca, ha cobijado a propios y extraños, guardando una memoria implacable, si bien es cierto, Juliaca formó parte de estos hechos que se sucedieron allí. Los Uros se asentaron en los pueblos ribereños, aprovechando las bondades de la totora y los peces de sus aguas, se establecieron en las lagunas aledañas: Chacas, Qoriwata, Cochapampa, y el río Juliaca, hoy río Coata.

"Los indios que llaman Uros… viven rivera de las lagunas donde pescan, con que sustentan… son indios recios y de buena disposición y hay muchos que están en las lagunas sin hacer sementeras ni ropas comiendo de unas raíces que llaman totora"
Garcí Díez

La constitución de estos pobladores fueron registrados como Uros de Coata y Uros de Desaguadero, de donde los Uros de Coata estarían mejor comunicados, y relacionados con Juliaca, por el río que los enlazaba, asimismo estos pobladores ribereños desarrollaron la técnica de navegar, sobre balsas hechas de totora, sujetados con sogas hilados a base de ichus, que les serviría de soporte de pesca y en algunas veces de transporte del lago Titicaca hacia los lagos menores que se encontraban entre los territorios de Juliaca.
```

```

"Como testimonio de la presencia antiquísima de los Uros, en la parcialidad balsero, y después en las balsas de Juliaca, han quedado algunos nombres de lugares: Totoral, Torococha…"
René Calsín

Entre los años 1000 y 500 a. C. floreció Juliaca bajo la influencia Qaluyo; en el lugar de Qumir Muqu (Taparachi), la arqueología descubrió una pequeña aldea que data este tiempo, cuyos pobladores se alimentaban con papas, quinua, kañiwa, carachi, cuy, entre otros. Desarrollaron una especial industria textil y cerámica.
En los años 200 a. C. y 200 d. C. se expandió el dominio de la cultura pucará en esta región del altiplano. Entre los siglos III y IV se desarrolló el grupo social Huaynarroque. Posteriormente surge la hegemonía de Tiahuanaco, Colla e Inka consecutivamente. Los kollas e inkas fueron encarnizados rivales y solo bajo el mando militar de Pachacútec y su hijo Mayta Cápac pudieron doblegar a los valerosos Sapana, Chuchicápac y Huaynarroque, luego de cruentas guerras de conquista.

### Época virreinal: 1550d.C. – 1825d.C.
Durante las primeras incursiones hispanas, Juliaca fue documentada de varias formas. Pedro Cieza de León escribió esto:
```

```

"Desde Pucará hasta Hatuncolla hay cantidad de quince leguas; en el medio de ellas están algunos pueblos como son Nicasio, Xullaca y otros
Pedro Cieza de León

Durante el período virreinal, Juliaca fue un Repartimiento. Un documento de importancia, es el que organiza el Corregimiento del Collao (posteriormente el Corregimiento de Lampa o de Cabana) y data del 23 de junio de 1565 suscrito por Lope García de Castro. Allí se consigna a Juliaca como Repartimiento encomendado a Don Diego Hernández.

#### Fundación española

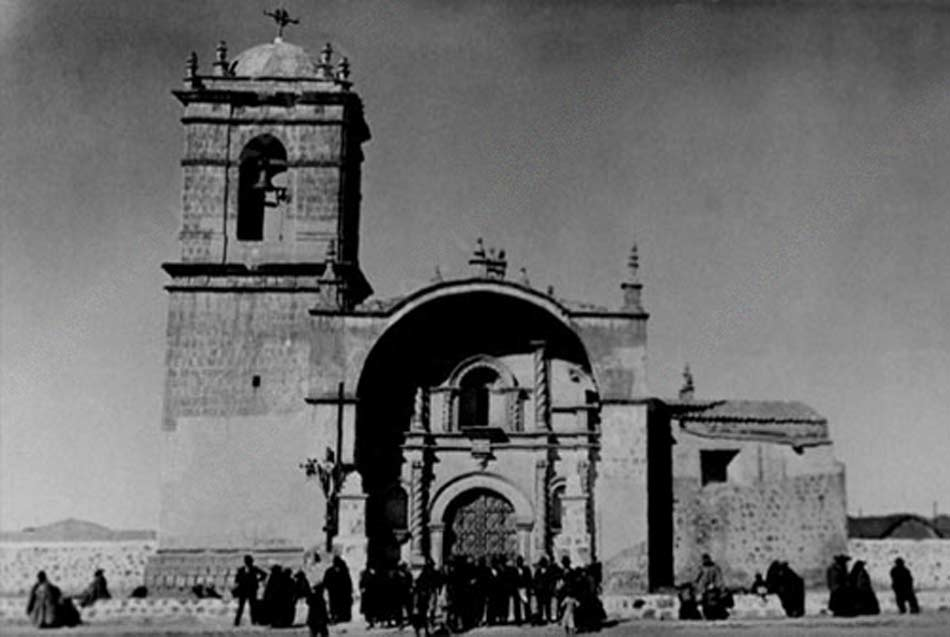
Templo de Santa Catalina en 1945

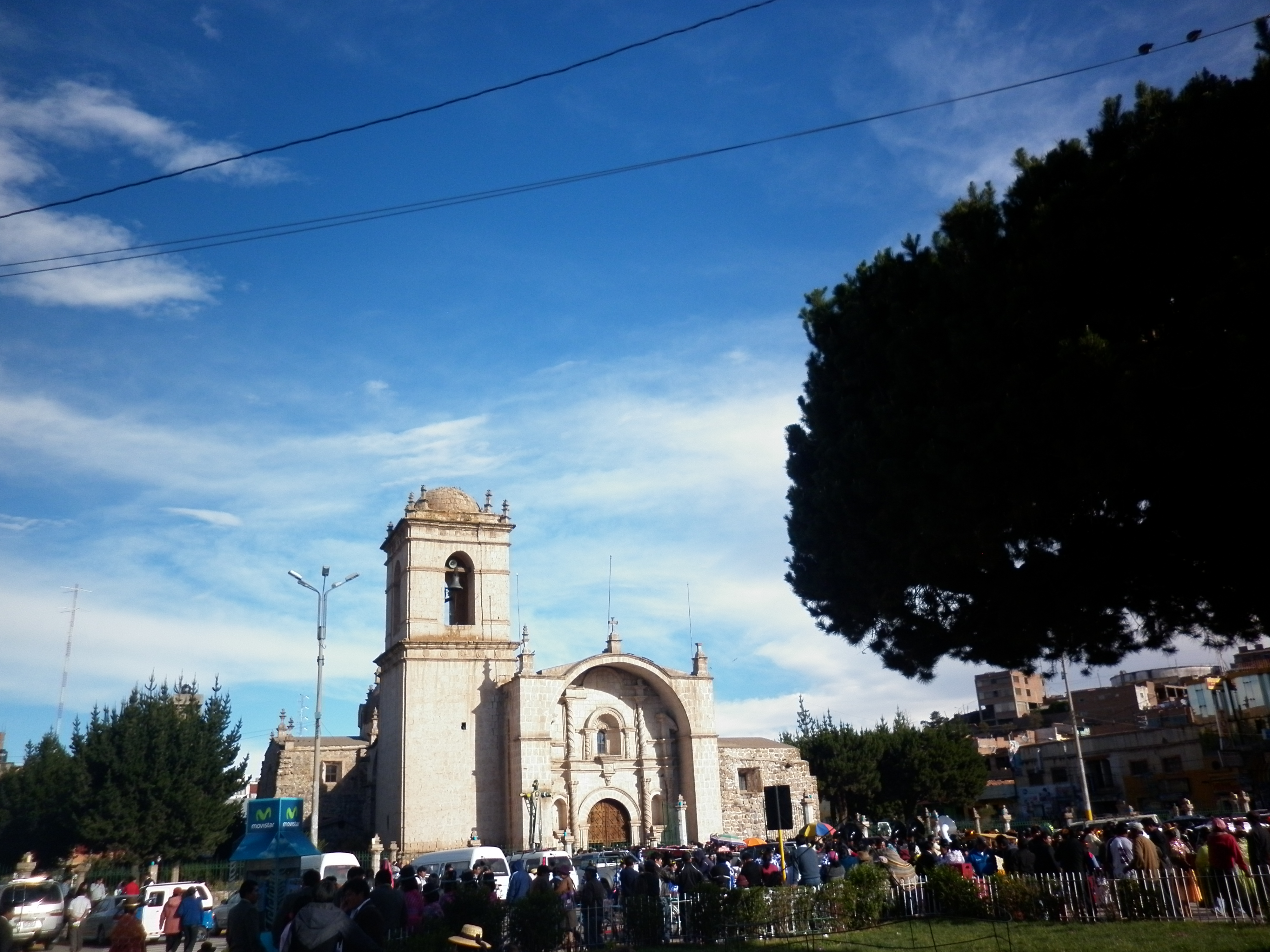
Plaza de Armas

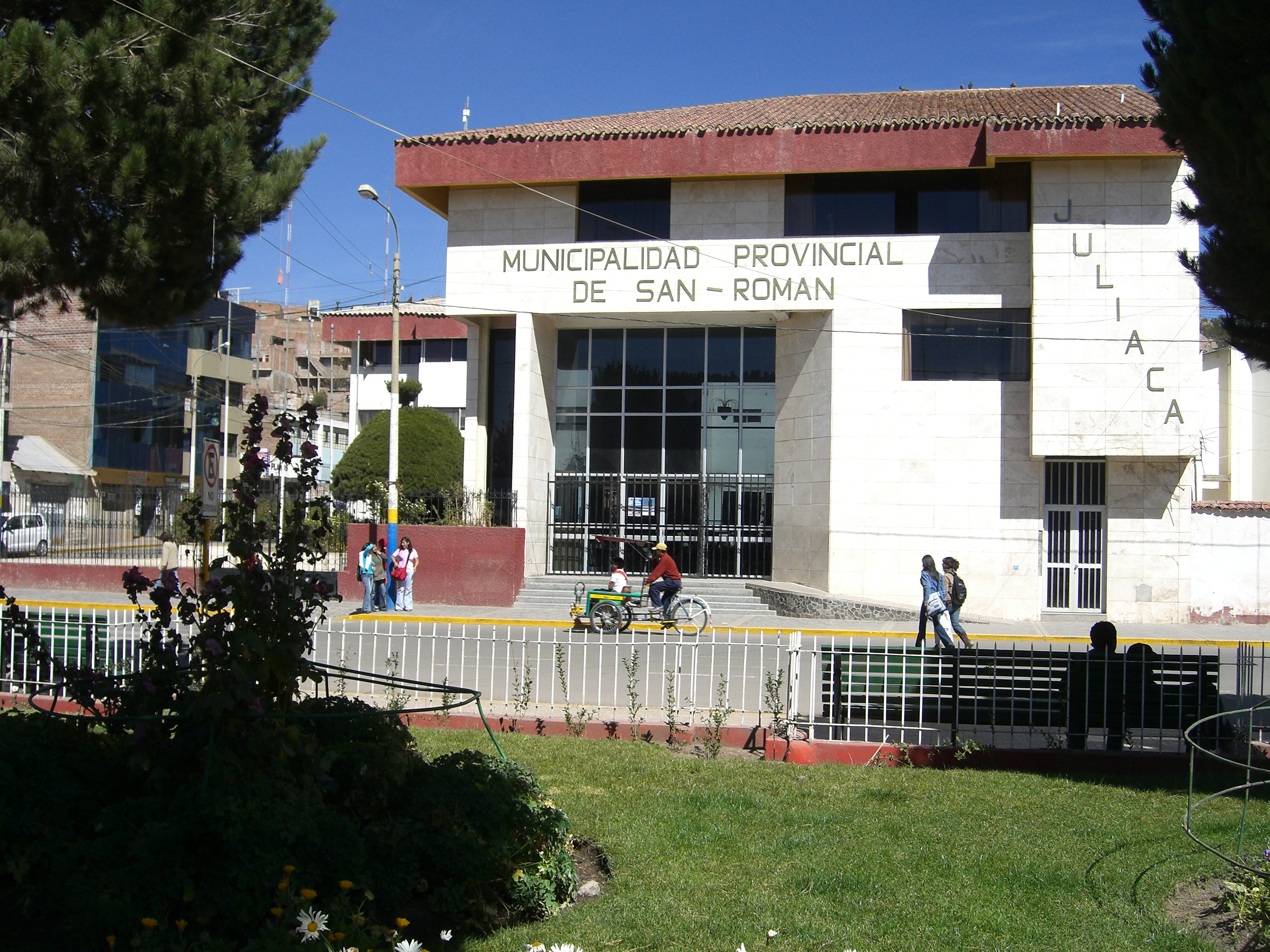
Municipalidad de Juliaca.

Existe información sobre ciertos libros históricos encontrados en el archivo parroquial de la iglesia Matriz de Santa Catalina que testifica la fundación española de Juliaca, cuya denominación era: Pueblo de Santa Catalina de Juliaca
En el archivo parroquial de la iglesia Matriz de Santa Catalina, existen libros que contienen documentos históricos que evidencian esta designación. Siendo los siguientes:
- Libro de Cuentas y Bienes de la Cofradía del Santísimo Sacramento, que fue fundada el 11 de febrero de 1684. Este libro contiene documentos como: actas, escrituras y otros hasta octubre de 1755, es decir que estuvo al servicio del pueblo por 70 años, tiene 165 páginas.

- Libro de Bautizos de indios que tiene partidas de 1757 a 1766. El texto de cada partida se inicia con el párrafo: "En el pueblo de Santa Catalina de Juliaca y Santuario de Nuestra Señora", tiene 259 páginas.

- Libro de Bautizos que data de 1773 a 1784 (11 años). El texto de todas las partidas se inicia así: "En el pueblo de Santa Catalina".

Los libros en mención son manuscritos encuadernados en pergamino, verdaderas joyas de la Historia de Juliaca.
Estos datos evidencian que Juliaca tuvo fundación española, que se produjo un 25 de noviembre, porque en el calendario Católico Español es día de Santa Catalina de Alejandría Virgen y Mártir.
Es sabido que los españoles [entre ellos Ramón Arapa, padre de Benito Arapa, quien fuera uno de los contribuyentes a la alfabetización de los indígenas], al fundar pueblos, anteponían al nombre original un nombre religioso, como por ejemplo San Felipe de Caracoto, San Santiago de Huancané, Villa Hermosa de Nuestra Señora de Arequipa. Así mismo, las llamadas fundaciones españolas, no han sido más que instalaciones de españoles en pueblos ya existentes, con la consiguiente ceremonia de reparto de solares para la iglesia, la plaza y los fundadores, además colocación del rollo en la nueva plaza y la picota delante de la iglesia.
En aquel tiempo, la fiesta de Santa Catalina se celebraba con mucha solemnidad y regocijo (Cada 25 de noviembre). Los indígenas de todos los ayllus se reunían en el pueblo para rendir homenaje a la Santa mediante la presentación de una danza guerrera (Soldados de Santa Catalina), en la actualidad se hace esfuerzos por conservar dicha tradición.
En los sucesos de Laykakota que conmocionaron la estabilidad del Virreinato y que propició la llegada del Virrey Conde de Lemos en 1668, Juliaca fue el cuartel general de los sublevados, los hermanos Salcedo.
También durante la gesta libertaria de Túpac Amaru II, cabe mencionar al coronel Juan Cahuapaza, quien en condición de cacique de Juliaca luchó en la denominada Gran Rebelión.

### Época republicana: 1825d.C. -
A inicios de la vida republicana, Juliaca tenía conformación rural, hasta que en 1873 se instaló la estación ferroviaria que revolucionó el panorama económico y social del Altiplano, con la presencia no solo de tecnología, sino de gente visionaria de Europa, Lima, Arequipa, Cusco, etc.
A fines del siglo XIX Juliaca se mostraba con un perfil más urbano. Así sus ciudadanos se concentraron en elevar a Juliaca a una categoría superior; el crecimiento urbano, social y económico lo justificaba.
- En 1896, a pedido de los Srs. José Albino Ruíz y Calixto Aréstegui el diputado Miguel Morales presentó el primer proyecto de ley con esa aspiración, y a decir del Dr. Augusto Lanza Zevallos debía llamarse provincia de Independencia.
- En 1906 a pedido del Alcalde Juan Cavagnari y Calixto Aréstegui, el diputado por Sandía Luis F. Luna se compromete impulsar el primer proyecto de ley, pero no logra hallarlo en el Congreso.
- El 3 de octubre de 1908 se da un enorme paso: Se promulga la ley N.º 757 por la que se reconoce y se da el Título de Ciudad a Juliaca. (102 años de ciudad al 2010).
- El 25 de octubre de 1911, el senador Mariano H. Cornejo presenta el proyecto de ley pidiendo la creación de la Provincia de Independencia, con su capital Juliaca.
- En 1921, tanto en el Congreso Regional del sur como en el Congreso Nacional, se producen hechos que obstaculizan el avance de esta iniciativa, y hasta el deseo del diputado Encinas de trasladar la capital de la provincia de Lampa a Juliaca.
- En 1921 el diputado Luis F. Luna impulsa el proyecto del Dr. Cornejo y logra un informe favorable de la Sociedad Geográfica de Lima.
- Al observarse la prosperidad del proyecto del Dr. Encinas, el diputado Luis F. Luna el 6 de octubre de 1921 presenta un nuevo proyecto pidiendo la creación de la Provincia de Juliaca. Este proyecto fue aprobado por la Cámara de Diputados el 3 de octubre de 1923.
- El 16 de enero de 1925 en la Cámara de Senadores, se determinó que la nueva provincia se llame San Román, en homenaje al ilustre puneño que ejerció la presidencia de la República de Perú entre los años 1862 y 1863.
- Luego de varios debates en el Congreso Nacional (Diputados), y a exigencia del senador Pedro José de Noriega, en la sesión del 17 de agosto de 1926 aprueba la creación de la Provincia de San Román y el 31 del mismo se suscribe tal determinación.
- El 6 de septiembre de 1926, el presidente de la República, Augusto Bernardino Leguía y Salcedo ordena la impresión, publicación, circulación y el cumplimiento de la Ley N.º 5463 por la cual se crea la Provincia de San Román con su capital Juliaca.

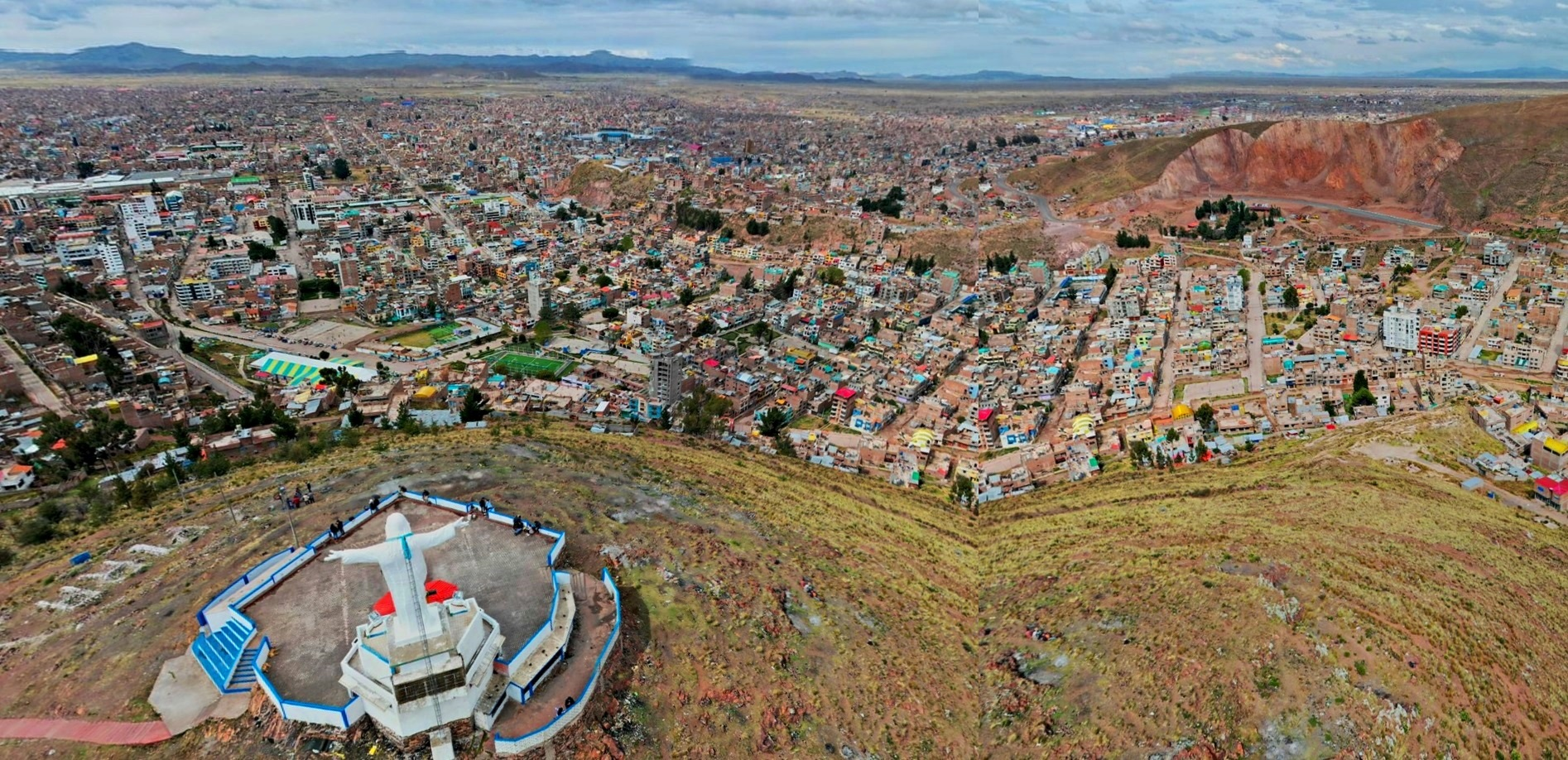
Rinconada desde el Mirador Cristo Blanco en la ciudad de Juliaca.

### Cronología de la Historia de Juliaca
| Fecha                   | Acontecimiento |
| ----------------------- | --- |
| 10 000 - 3000 a. C.     | Los primitivos pobladores del altiplano circundante al lago Titicaca, pisaron tierra juliaqueña hace 10000 años. Esos primigenios hombres de vida errante o trashumante, que vivieron en cuevas, grutas y campamentos al aire libre, basaron su existencia en una economía de subsistencia, que comprendía actividades primarias como la caza, la recolección y, después, la pesca. |
| 1200 - 1300 era actual  | Se establece en la zona la cultura Huaynaroque (posteriormente dominada por los Kollas). |
| 1350 - 1400             | Se desarrollan en Juliaca importantes enfrentamientos entre Collas e Incas. |
| 1400 - 1450             | Probablemente se funda la 'Xullasca' un repartimiento de la cultura Inka. |
| 1549                    | Don Pedro Cieza de León visita el pueblo de Xullasca y lo registra en sus crónicas. |
| 1565 (25 de junio)      | Créanse el corregimiento del Collao y el repartimiento de Juliaca, nombrándose a don Diego Hernández como su encomendero y regidor a la vez. |
| 1570                    | Se estima que la población de Juliaca alcanza a 3640 habitantes. |
| 1612 (5 de junio)       | EL Rey Felipe III emite una Cédula Real por la que se dispone los nuevos límites de las diócesis de Arequipa y Cusco, siendo Juliaca el límite sur del segundo. |
| 1630                    | Arriban los Jesuitas a esta zona y bautizan al pueblo de Xullasca con el nombre de Santa Cecilia de Juliaca. |
| 1649                    | El párroco Pedro Alfonso de Rivera y Casas dispone la construcción del Templo de Santa Catalina. |
| 1666 - 1668             | Los hermanos Salcedo, luego de ser expulsados del asiento minero de Laykakota, se establecieron en Juliaca y desde aquí gestaron un movimiento de autonomía regional en contra del dominio hispano. |
| 1774                    | Se culmina la construcción del Templo de Santa Catalina. |
| 1780 (diciembre)        | José Gabriel Condorcanqui (Túpac Amaru II) nombra a Juan Cahuapaza como cacique juliaqueño. |
| 1825 (5 de agosto)      | Simón Bolívar hace su paso por Juliaca proveniente del Cusco rumbo al Alto Perú (hoy Bolivia), dentro de su denominado recorrido triunfal por las victorias obtenidas en Junín y Ayacucho. |
| 1841 (4 de diciembre)   | Dentro del contexto de la Guerra entre Perú y Bolivia, y luego de la derrota de las tropas peruanas comandadas por el entonces presidente Agustín Gamarra en la batalla de Ingavi (18 de noviembre de 1942), Juliaca es invadida por el ejército boliviano al mando del General José Ballivián junto a la provincia de Puno, un mes más tarde los bolivianos ocuparían Tacna y toda la costa peruana entre Ilo e Iquique, amenazando incluso al departamento de Cuzco. La resistencia peruana al mando del Coronel Manuel de Mendiburu y del Mayor Juan Buendía logran 7 victorias sobre el ejército boliviano de un total de 8 enfrentamientos, por lo que los bolivianos son expulsados definitivamente de todo territorio peruano. Finalmente el 7 de junio de 1842, en el distrito de Ácora, se firma el Tratado de Puno por el que cesan las hostilidades entre ambos países. |
| 1854(2 de mayo)         | El distrito de Juliaca se desintegra de la provincia de Lampa y forma parte de la nueva provincia del Cercado. Eclesiásticamente, el Curato de Juliaca Sigue dependiendo de Lampa. |
| 1862                    | De acuerdo al censo de este año, Juliaca es la cuarta ciudad más poblada del departamento de Puno. |
| 1871 - 1873             | Se construye el tramo Arequipa-Puno del Ferrocarril del Sur. Desde Juliaca el ferrocarril continua por el norte a Cusco (a Sicuani en 1893 y a Cusco en 1908), y por el sur a Puno |
| 1873 (14 de septiembre) | Llega el primer convoy de tren a la estación de Juliaca y se da por inaugurado el servicio del ferrocarril del Sur, 4 meses después lo hace en la ciudad de Puno. |
| 1879 (noviembre)        | En el primer año de la guerra del Pacífico y luego de los sucesos ocurridos tras la captura del navío chileno Transporte Rímac por parte de la Armada Peruana en el que se toma como prisioneros de guerra al regimiento "Carabineros de Yungay", llega a Juliaca un convoy de tren con una parte de ellos luego de su permanencia en Arequipa en donde su integridad física se vio amenazada por la población debido principalmente a la toma de Pisagua por parte del ejército Chileno. En Juliaca el grupo de prisioneros chilenos fueron atendidos y alimentados para su posterior envío al cuartel de la ciudad de Puno. |
| 1882 (30 de agosto)     | En el marco de la guerra del Pacífico, el contralmirante Lizardo Montero llega a Juliaca procedente de Arequipa por el extremo norte de la ciudad a través de la localidad de Chiguata (un conflicto interno en aquel departamento evitó que se usase el ferrocarril) con la finalidad de reorganizar su ejército e intentar un contraataque al enemigo. Montero arribó al distrito de Santa Lucía desde donde tomó el tren hacia Juliaca y posteriormente a Puno. |
| 1883 (3 de noviembre)   | Los batallones 'Lautaro' y 'Coquimbo' del ejército chileno llegan a Juliaca en 4 convoyes ferroviarios al mando del Coronel Diego Dublé Almeyda proveniente de la ciudad de Arequipa, en la estación juliaqueña Dublé recibe un telegrama del alcalde municipal de Puno en el que le comunica que no existe personal militar alguno para una posible defensa de la ciudad y que se espera el arribo del ejército chileno bajo la sombra de la paz. Finalmente, el 4 de noviembre, las autoridades puneñas entregaron la ciudad de forma inmediata y se declararon en favor del gobierno de Miguel Iglesias. |
| 1887                    | Nace el Primer Yachayhuasi, con la denominación de Escuela Municipal N.º 883, con solo 13 alumnos, siendo su primer director y fundador, el maestro don Mariano E. Jáuregui. Hoy Institución Educativa Pública N.º 71014 Manuel Núñez Butrón - Glorioso Centenario 1121. |
| 1889                    | Se inicia la construcción del templo de la Merced (Remodelada en 1945). |
| 1894 (26 de febrero)    | El expresidente boliviano Hilarión Daza arriba a Juliaca vía ferrocarril luego de permanecer 14 años en Francia. Su destino era La Paz vía Uyuni. En la estación Juliaqueña requisaron su equipaje y el subprefecto de Lípez arrestó a Daza. Llegó el convoy a Juliaca, donde un hombre alto, muy alto de estatura, tomó el pasamanos del balcón del tren y penetró en el coche. - Señor -dijo aquel gigante-, soy Subprefecto de Lípez, tengo orden del Gobierno de intimar a Ud. se dé por preso. - Muy bien -repuso Daza-. Estoy a sus órdenes... Daza fue asesinado en Uyuni el 27 de febrero por sus propios custodios en venganza por el curso que tomó la guerra con Chile en la que su orden de la contramarcha de Camarones es considerada una de las principales causas de la pérdida del litoral boliviano. |
| 1897                    | Nace Jorge Rivera del Mar, destacado músico y artista juliaqueño, autor de la Música del Himno a Juliaca. |
| 1904 (diciembre)        | El arqueólogo Alemán Max Uhle llega a Juliaca luego de pasar las fiestas de fin de año en Arequipa, usó la vía férrea hasta Sicuani y de allí viajando en coche de caballos arribó a la ciudad del Cusco el 2 de enero de 1905. |
| 1908 (3 de octubre)     | Por Ley N.º 757, se concede a Juliaca el título de Ciudad. |
| 1913 (25 de septiembre) | Debido a los conflictos sangrientos ocurridos en los distritos de Huancané y Azángaro (especialmente en el distrito de Samán) entre campesinos y terratenientes, el presidente Guillermo Billinghurst envía al sargento mayor Teodomiro Gutiérrez Cuevas quien arriba a Juliaca para elaborar un informe a cerca de tales hechos. El emisario Gutiérrez logra su cometido, sin embargo Billinghurst es derrocado por el coronel Óscar Benavides y se trunca las acciones a tomar recomendadas en aquel informe. Tres años después, Teodomiro Gutiérrez identificado con los campesinos y los abusos que se cometen contra éstos, adopta el pseudónimo de "Rumi Maqui" y emprende una serie de movimientos revolucionarios contra el gobierno central. |
| 1917                    | Inicia el funcionamiento no oficial del colegio particular Liceo San Luis Gonzaga regentado por el Párroco Presbítero Franciscano Velarde, sirvió de base para la creación del futuro colegio franciscano San Román. Finaliza su periodo de actividades en 1922. |
| 1925 (15 de marzo)      | Se aperturan las clases en el nivel primario del colegio franciscano San Román, lo hace con 92 alumnos, el proceso de matrículas había empezado el 2 de marzo. |
| 1926 (6 de septiembre)  | El presidente de la república Augusto B. Leguía promulga la ley N.º 5463, con la que se crea la provincia de San Román con su Capital Juliaca, designándose como primer alcalde provincial al ciudadano Pedro Manuel de Noriega junto a 11 regidores. |
| 1926 (24 de octubre)    | Mariano E. Núñez, Mariano H. Cornejo, Luis Felipe Luna, Pedro José de Noriega luego de arduas tareas administrativas inauguran la creación de la Nueva y Flamante provincia de San Román. |
| 1938 (marzo)            | Inicia su funcionamiento el colegio particular de señoritas Elena de Santa María en el nivel secundario con 84 alumnas, además da inicio al Internado del propio colegio. La primera Directora y fundadora fue la Rvda. Madre Reinhildis Ferber O.P. |
| 1939 (7 de noviembre)   | Ante la amenaza de un conflicto bélico con Colombia, el gobierno del General Luis Miguel Sánchez Cerro inaugura la reciente construcción del Cuartel de Artillería "Bolognesi" (GAC N.º 4), como parte de un programa integral de edificación o renovación de instalaciones militares en todo el país. |
| 1948 (4 de julio)       | El teniente coronel Alfonso Llosa González-Pavón, jefe del Grupo de Artillería N.º 4 de Juliaca, conjuntamente con otras unidades militares del departamento, se sublevaron con el objeto de propiciar un Golpe de Estado y derrocar al presidente José Luis Bustamante y Rivero. Por este acto subversivo el Cuartel de Juliaca fue debelado a través de un bombardeo por una escuadrilla de la aviación nacional. |
| 1951                    | El escritor juliaqueño Dionisio Torres Juárez escribe la célebre frase: "Hoy Juliaca vive a un ritmo acelerado de progreso inigualable; es la capital de pasos agigantados que avanza y avanza, abriéndose paso a través de la marcha lenta de otros pueblos, Tiene pujanza de atleta y resistencia de luchador romano. Ningún pueblo del Perú ha conquistado en estos tiempos los puestos de avanzada que ha alcanzado Juliaca, sobre el anchuroso camino del Progreso". |
| 1952 (28 de marzo)      | Ernesto Guevara hace su paso por Juliaca en el denominado "Primer Viaje Latinoamericano", su destino era Cusco. |
| 1952 (13 de julio)      | Nace el compositor Jaime Moreyra Mercado, fundador del grupo musical Los Shapis, en el que se desempeñó además como guitarrista principal del grupo. Es autor y compositor de temas como “Chofercito”, “¿Por qué me engañaste?”, “La novia”, "Cabellos plateados", "Déjenme trabajar" y "Mi tallercito". |
| 1954 (29 de mayo)       | El himno actual a Juliaca es reconocido y oficializado por Resolución Ministerial N.º 5121, suscrito por el ministro Alejandro Freundt y Rosell. El himno consta de un coro con 8 estrofas y 24 versos. |
| 1958                    | El I.P.S.S. (Instituto Peruano de Seguridad Social) (Ahora EsSalud) inicia sus operaciones en la ciudad, como seguro social del empleado, en aquella primera etapa lo hace como oficina tramitadora de expedientes de asegurados para el reembolso de atenciones particulares, |
| 1964 (7 de febrero)     | Por Ley 14859 promulgada por el entonces presidente de la república Fernando Belaúnde Terry se crea la Escuela Normal Mixta de Juliaca cuya inauguración fue el 11 de octubre del mismo año. 3 años antes el diputado por el departamento de Puno Roger Cáceres Velásquez había presentado el proyecto de Ley Nro. 444-61 con tal propósito. Tuvo 2 periodos de funcionamiento, el primero a partir de su creación, el 7 de febrero de 1964, hasta los primeros años del decenio de los años setenta bajo el Decreto Ley N.º 19401 (4 de febrero de 1969) suscrito por el general Juan Velasco Alvarado. El segundo periodo comprende desde su reapertura, el 31 de marzo de 1981, hasta la actualidad. Posteriormente pasó a denominarse como Instituto Superior Pedagógico Público de Juliaca. |
| 1964 (6 de julio)       | Se crea y oficializa el escudo de armas de la ciudad. |
| 1965 (4 de noviembre)   | La población juliaqueña, conjuntamente con sus autoridades protagonizó un paro en contra del gobierno central, conducido en ese momento por el presidente del Perú Fernando Belaúnde Terry, exigiendo servicios básicos; el mismo que culminó en una cruel represión, por parte de la policía y el ejército, por exigir la ampliación y mejoramiento de los servicios de agua potable, desagüe y electricidad, así como por reclamar la construcción de un camal, mercado, hospital, parque industrial, etc. fallecieron Santiago Mamani López, Patricio Quispe, Germán Humpiri y Mariano Pandia (los mártires del 4 de noviembre). |
| 1968 (18 de mayo)       | Los hermanos Roger y Néstor Cáceres Velásquez fundan el Frente Nacional de Trabajadores y Campesinos (FNTC). |
| 1981 (17 de marzo)      | Se produce un accidente ferroviario en la vía Juliaca-Imata. El tren-convoy de pasajeros signado con el código N12 conformado por 17 vagones había partido de la estación juliaqueña la noche del 16 de marzo y estacionó en la localidad de Imata a la espera de los convoyes N11 y N153 (pasajeros y carga respectivamente) provenientes de Arequipa (eran las 3:07 a. m. aprox.), debido a la longitud del convoy del N12 este no alcanzó a estacionar por completo en la vía auxiliar por lo que los últimos vagones (que en ese tiempo estaban construidos a base de madera) quedaron en la vía principal. Poco tiempo después de haberse estacionado (se dice solo algunos minutos), el convoy N12 fue embestido por la parte posterior por otro convoy de carga signado con el código N154 que también se dirigía de Juliaca a Arequipa, la intensa neblina del lugar impidió que los maquinistas lograran divisar a tiempo el convoy estacionado ocasionando el accidente que dejó un saldo de 30 muertos y más de un centenar de heridos. A partir de entonces, y debido a la gravedad del accidente, los vagones de madera fueron prohibidos de circular debido a que los daños personales se produjeron principalmente por el astillamiento de la madera. |
| 1983 (28 de diciembre)  | Por Ley Nro. 23738 se crea la Universidad Privada Denominada "Universidad Andina Néstor Cáceres Velásquez" (UANCV), las primeras carreras profesionales que ofrece son: Contabilidad, Ingeniería Civil, Administración, Educación y Obstetricia. |
| 1984 (8 de julio)       | El equipo del Diablos Rojos de Juliaca hace su debut en el campeonato descentralizado nacional de ese año enfrentando al club Universitario de deportes en el estadio Guillermo Briceño Rosamedina. El marcador final fue victoria juliaqueña por un marcador de 3-0 ante un recinto totalmente abarrotado. Fue la primera vez en que el equipo limeño visitó la ciudad de Juliaca, su segunda vez fue 35 años después (2019) para enfrentar al Club Deportivo Binacional. |
| 1985                    | Se inaugura el Hospital Carlos Monge Medrano. |
| 1986 (26 de octubre)    | Se inaugura el Aeropuerto Internacional Manco Cápac. |
| 1986                    | Por pedido propio de sus ciudadanos, Panamericana Televisión se convierte en el primer Canal de señal abierta en transmitir su señal en la ciudad. |
| 1987 (octubre)          | La entonces Empresa Nacional de Telecomunicaciones (ENTEL) instala y pone en marcha la primera estación telefónica automática ubicada entre los jirones Tumbes y San Martín. |
| 1987                    | Se inaugura el "Cristo Blanco" una estatua del Cristo redentor ubicada en el cerro Huaynarroque de la ciudad. |
| 1988 (25 de octubre)    | El avión Fokker F-28 (Destino Lima, escala Arequipa) de la compañía AeroPerú, se precipita a tierra luego de despegar del Aeropuerto Internacional Inca Manco Cápac en el sector denominado "Unocolla" (quechua: Unuqulla), la nave despegó con 58 pasajeros de los cuales murieron 12. Fue el primer y único accidente aéreo registrado hasta la fecha en el Altiplano Peruano. |
| 1995 (31 de octubre)    | El Consorcio Gloria S.A. es declarado ganador de la Subasta por el 100 % de las acciones de la fábrica de Cementos Cemento Sur, ubicada en el distrito de Caracoto, fue creada en 1952 y entró en operación en 1963. |
| 2007 (10 de julio)      | El Poder Ejecutivo (en ese entonces encabezado por el premier Jorge del Castillo en el gobierno de Alan García Pérez) presenta al Congreso un proyecto de ley para crear la Universidad Nacional de Juliaca (UNAJ), con personería jurídica de derecho público y con sede en el distrito de Juliaca, provincia de San Román, departamento de Puno. |
| 2007 (20 de julio)      | Por LEY N.º 29074, Se crea La UNIVERSIDAD NACIONAL DE JULIACA, el documento tiene por objeto crear la Universidad Nacional de Juliaca (UNAJ), con personería jurídica de derecho público interno, con sede en el distrito de Juliaca, provincia de San Román, departamento de Puno. |
| 2008 (18 de septiembre) | Finalmente se define al distrito de Caracoto (Jurisdicción de la Provincia de San Roman) como la ubicación de la ZEEDE-PUNO, específicamente a 5 km de la plaza principal de Caracoto, en la zona de Collana Chillora, en un espacio de 133 hectáreas ubicado sobre el margen derecho de la vía Juliaca-Puno. |
| 2011 (5 de septiembre)  | La danza Qashwa de Machu Aychas y Chiñipilcos de la fiesta de San Sebastián es declarada Patrimonio Cultural de la Nación. |
| 2023 (9 de enero)       | Dentro del marco de las Protestas en el país en contra del Gobierno de Dina Boluarte y al cumplirse el sexto día de huelga indefinida, se produce una feroz represión policial hacia los manifestantes que dejaron al menos 17 muertos y 73 heridos según reportes del MINSA. La mayoría de muertes se produce por inmediaciones del Aeropuerto Inca Manco Capac, lugar que se ha convertido en un punto y objetivo principal durante los últimos días del paro. Dos días después, se produce un multitudinario despliegue de la población Juliaqueña cargando en hombros los ferétros de los caídos a la vez que la población se declara en 3 días de duelo izando banderas negras o a media asta en sus domicilios. |

## Geografía
La ciudad de Juliaca está ubicada en la parte norte de la provincia de San Román, en el centro del departamento de Puno. La capital distrital se localiza a 15° 29′ 27″ de latitud sur y 70° 07′ 37″ de longitud oeste, a 3800 m.s.n.m, ubicándose en el puesto 45 entre las ciudades más altas del mundo.

### Ubicación
La ciudad de Juliaca está ubicada en la parte norte de la provincia de San Román y al lado noroeste del Lago Titicaca y a 35 km. De ésta. El área geográfica del distrito de Juliaca ocupa la parte céntrica del departamento de Puno y la meseta del Collao. Debido a su importancia geoeconómica, 1926 Juliaca se integra a la Provincia de San Román como su capital.

### Altitudes
Diversas mediciones indican las siguientes altitudes:
- 3800 m.s.n.m en la zona del aeropuerto.
- 3825 m s. n. m. en la zona de la estación de tren
- 3828 m s. n. m. en la zona del puente Maravillas.

La altitud promedio y oficial es de 3824 m s. n. m.

### Relieve
En Juliaca distinguimos dos clases de relieve:

#### Relieve plano
Constituido por extensas pampas con ligeras ondulaciones, que conforma la mayor extensión de su superficie.

#### Relieve saliente
Constituido por pequeñas y medianas elevaciones o cerros agrupados en la mayor parte de los casos.

#### Elevaciones
Los principales cerros de Juliaca
son:
- Huaynarroque
- Iquinito
- Santa Cruz
- Espinal
- Monos
- Chullunquiani
- Pojraqasi
- Huchuy Apacheta
- Jatun Apacheta
- Rancho Cunca
- Unocolla
- Mucra
- Wallatani
- Esquen
- Leke Leke Mucra

### Centros poblados
Juliaca cuenta con 51 centros poblados registrados y asentados en los alrededores del distrito.
| Numérico | Alfabético                       |
| -------- | -------------------------------- |
| 1        | Sector Adjudicación Chingora     |
| 2        | Ayabacas Sector Flores Pampa     |
| 3        | Mercedes Ccaccachi               |
| 4        | Kokan Chañocahua                 |
| 5        | Unocolla Chañocahua              |
| 6        | Ilo Ilo                          |
| 7        | Mucra uno y dos                  |
| 8        | Ccaccachi                        |
| 9        | Rancho Tacamani Chañocahu        |
| 10       | Chingora                         |
| 11       | Ayabacas Sector Maravilla        |
| 12       | Collana Choja                    |
| 13       | Yocara                           |
| 14       | Chullun Quiane                   |
| 15       | Huray Jaran                      |
| 16       | Rancho La Victoria               |
| 17       | Rancho Tacamani (canguru Suatia) |
| 18       | Huichay Jaran                    |
| 19       | Centro Jaran                     |
| 20       | Santa María                      |
| 21       | Ayabacas Sector Sutuca           |
| 22       | Natividad Ccaccahi               |
| 23       | Chimpa Jaran                     |
| 24       | Sector Moquegachi Corisuyo       |
| 25       | Rancho Sollata                   |
| 26       | Cocha Quinray                    |
| 27       | Rancho Pucachupa                 |
| 28       | Rancho Tacamani Central          |
| 29       | Sector Poste Pata Corisuya       |
| 30       | Isla Central                     |
| 31       | Isla Corisuyo                    |
| 32       | Esquen Tariachi Chaupiccacca     |
| 33       | Esquen Anexo                     |
| 34       | Isla Canteria                    |
| 35       | Ayabacas                         |
| 36       | Maravillas                       |
| 37       | Mucra                            |
| 38       | Kokan                            |
| 39       | Vilcapata                        |
| 40       | Chacas                           |
| 41       | Isla Antipampilla                |
| 42       | Central Esquen                   |
| 43       | Collana Juliaca                  |
| 44       | Jatum Jallpa                     |
| 45       | Juliaca (Distrito)               |
| 46       | Parcialidad Aviación             |
| 47       | Escuri Corihuata                 |
| 48       | Moro Cachi                       |
| 49       | Accomocco                        |
| 50       | Chilla                           |
| 51       | Pampa Taparachi                  |

### Ríos
En Juliaca distinguimos los siguientes ríos:

#### Río Juliaca
Constituidos por los llamados Maravillas y Cacachi que son parte del Río Coata.

#### Río T'orococha
Hace unos siglos era un río muy importante, ahora deviene en una cloaca. Ingresa desde el sector noreste de la ciudad (Urb. la Capilla, San Julián) atravesando toda la ciudad, obviamente en la parte céntrica se encuentra encauzado en canaleta techada, por cuya superficie esta por ejemplo el Jr. Pierola entre otras calles adyacentes, desembocando en la zona denominada El Totoral (San Isidro) al sureste de la ciudad.

### Lagunas
Existen las siguientes lagunas:
- Laguna de Chacas: Ubicada al noroeste de la ciudad.
- Laguna Escuri: Ubicada al norte de la ciudad y cerca al puente Maravillas

### Clima
El Clima en la ciudad de Juliaca presenta una amplia oscilación entre el día y la noche, aunque predomina el frío, siendo este más intenso en el invierno, principalmente en los meses de junio y julio, alcanzando valores inferiores a 0 °C
En cuanto a su temperatura media, esta oscila entre 4 a 10 °C, la temperatura máxima se mantiene uniforme a lo largo del año durante todos los meses con un promedio de 17,08 °C, no de la misma manera la temperatura mínima que tiene como un promedio los −7,5 °C durante el mes de julio.
Generalmente el verano es la estación húmeda, incluye los meses de diciembre a marzo, en los cuales la precipitación media varía entre los 85,9 mm y 183.3 mm, la mejor temporada para visitar Juliaca es la primavera, comprendida entre septiembre y diciembre, ya que es soleada y con poca humedad.
| Parámetros climáticos promedio de Juliaca, Perú (1961-1990; 3824 m s. n. m.) | Parámetros climáticos promedio de Juliaca, Perú (1961-1990; 3824 m s. n. m.) | Parámetros climáticos promedio de Juliaca, Perú (1961-1990; 3824 m s. n. m.) | Parámetros climáticos promedio de Juliaca, Perú (1961-1990; 3824 m s. n. m.) | Parámetros climáticos promedio de Juliaca, Perú (1961-1990; 3824 m s. n. m.) | Parámetros climáticos promedio de Juliaca, Perú (1961-1990; 3824 m s. n. m.) | Parámetros climáticos promedio de Juliaca, Perú (1961-1990; 3824 m s. n. m.) | Parámetros climáticos promedio de Juliaca, Perú (1961-1990; 3824 m s. n. m.) | Parámetros climáticos promedio de Juliaca, Perú (1961-1990; 3824 m s. n. m.) | Parámetros climáticos promedio de Juliaca, Perú (1961-1990; 3824 m s. n. m.) | Parámetros climáticos promedio de Juliaca, Perú (1961-1990; 3824 m s. n. m.) | Parámetros climáticos promedio de Juliaca, Perú (1961-1990; 3824 m s. n. m.) | Parámetros climáticos promedio de Juliaca, Perú (1961-1990; 3824 m s. n. m.) | Parámetros climáticos promedio de Juliaca, Perú (1961-1990; 3824 m s. n. m.) |
| Mes                                                                          | Ene.                                                                         | Feb.                                                                         | Mar.                                                                         | Abr.                                                                         | May.                                                                         | Jun.                                                                         | Jul.                                                                         | Ago.                                                                         | Sep.                                                                         | Oct.                                                                         | Nov.                                                                         | Dic.                                                                         | Anual                                                                        |
| ---------------------------------------------------------------------------- | ---------------------------------------------------------------------------- | ---------------------------------------------------------------------------- | ---------------------------------------------------------------------------- | ---------------------------------------------------------------------------- | ---------------------------------------------------------------------------- | ---------------------------------------------------------------------------- | ---------------------------------------------------------------------------- | ---------------------------------------------------------------------------- | ---------------------------------------------------------------------------- | ---------------------------------------------------------------------------- | ---------------------------------------------------------------------------- | ---------------------------------------------------------------------------- | ---------------------------------------------------------------------------- |
| Temp. máx. abs. (°C)                                                         | 24                                                                           | 21                                                                           | 20                                                                           | 20                                                                           | 21                                                                           | 19                                                                           | 20                                                                           | 20                                                                           | 23                                                                           | 22                                                                           | 22                                                                           | 24                                                                           | 24                                                                           |
| Temp. máx. media (°C)                                                        | 16.7                                                                         | 16.7                                                                         | 16.5                                                                         | 16.8                                                                         | 16.6                                                                         | 16.0                                                                         | 16.0                                                                         | 17.0                                                                         | 17.6                                                                         | 18.6                                                                         | 18.8                                                                         | 17.7                                                                         | 17.1                                                                         |
| Temp. media (°C)                                                             | 10.15                                                                        | 10.1                                                                         | 9.85                                                                         | 8.7                                                                          | 6.4                                                                          | 4.5                                                                          | 4.25                                                                         | 5.8                                                                          | 8.1                                                                          | 9.45                                                                         | 10.15                                                                        | 10.35                                                                        | 8.2                                                                          |
| Temp. mín. media (°C)                                                        | 3.6                                                                          | 3.5                                                                          | 3.2                                                                          | 0.6                                                                          | −3.8                                                                         | −7.0                                                                         | −7.5                                                                         | −5.4                                                                         | −1.4                                                                         | 0.3                                                                          | 1.5                                                                          | 3.0                                                                          | -0.8                                                                         |
| Temp. mín. abs. (°C)                                                         | 2                                                                            | 1.7                                                                          | −3.1                                                                         | −7.5                                                                         | −12.0                                                                        | −11.0                                                                        | −13.5                                                                        | −12.6                                                                        | −11.7                                                                        | −6.0                                                                         | −6.6                                                                         | −1.7                                                                         | −13.5                                                                        |
| Precipitación total (mm)                                                     | 133.3                                                                        | 108.7                                                                        | 98.5                                                                         | 43.3                                                                         | 9.9                                                                          | 3.1                                                                          | 2.4                                                                          | 5.8                                                                          | 22.1                                                                         | 41.1                                                                         | 55.3                                                                         | 85.9                                                                         | 609.4                                                                        |
| Fuente: Hong Kong Observatory,                                               |                                                                              |                                                                              |                                                                              |                                                                              |                                                                              |                                                                              |                                                                              |                                                                              |                                                                              |                                                                              |                                                                              |                                                                              |                                                                              |

Como está localizada en medio del Altiplano, accidente geográfico de relieve llano en casi su totalidad, Juliaca está expuesta a los vientos propios de la región, los mismos que pueden alcanzar una velocidad de 40 km/h, según la temporada.

## Población
Según el censo nacional 2017 Juliaca tiene 307 417 habitantes. Juliaca tiene la mayor concentración urbana de la región y está integrada por los siguientes tres distritos urbanos:
- Juliaca.
- Caracoto.
- San Miguel (no presenta cuadro estadístico ya que fue creado recientemente, el año 2016).

| Evolución de la población urbana de Juliaca* |           |
| Año                                          | Población |
| 1573                                         | 5938      |
| 1583                                         | 7894      |
| 1689                                         | 8695      |
| 1862                                         | 10 725    |
| 1865                                         | 12 497    |
| 1876                                         | 16 276    |
| 1916                                         | 17 746    |
| 1940                                         | 20 034    |
| 1961                                         | 26 351    |
| 1969                                         | 96 965    |
| 1981                                         | 107 159   |
| 1993                                         | 145 147   |
| 1994                                         | 164 714   |
| 1995                                         | 170 445   |
| 1996                                         | 175 408   |
| 1997                                         | 179 840   |
| 2000                                         | 191 530   |
| 2005                                         | 208 918   |
| 2006                                         | 211 755   |
| 2007                                         | 216 716   |
| 2008                                         | 223 427   |
| 2009                                         | 243 710   |
| 2010                                         | 249 269   |
| 2012                                         | 254 947   |
| 2017                                         | 307 417   |

| Municipios de La Ciudad                | Extensión (km²) | Población censo 2007 (hab) | Población menor de 1 año (natalidad) censo 2007 (hab) | Viviendas (2007) | Densidad (hab/km²) | Altitud (m s. n. m.) | Distancia en carretera desde el centro (km) | Mapa Provincial de San Román |
| -------------------------------------- | --------------- | -------------------------- | ----------------------------------------------------- | ---------------- | ------------------ | -------------------- | ------------------------------------------- | ---------------------------- |
| Juliaca **                             | 533,47          | 225 146*                   | 3802*                                                 | 66 871           | 422,04             | 3824                 | 0                                           |                              |
| Caracoto**                             | 285,87          | 6058*                      | 0.121*                                                | 1374             | 21,19              | 3820                 | a la "Plaza de Armas" 9,35 km               |                              |
| Total                                  | 2179,08         | 227 615*                   | 4414*                                                 | 51 024           | 511,742            | —                    | —                                           |                              |
| *Datos del censo realizado por el INEI |                 |                            |                                                       |                  |                    |                      |                                             |                              |
| **Distritos de la aglomeración urbana  |                 |                            |                                                       |                  |                    |                      |                                             |                              |

## Monumentos y lugares de interés
La ciudad de Juliaca y sus alrededores poseen diversos atractivos turísticos tanto naturales como históricos, entre los más destacados encontramos la iglesia de Santa Catalina, el cerro Huaynarroque, la laguna de Chacas y la comunidad de Kokan.

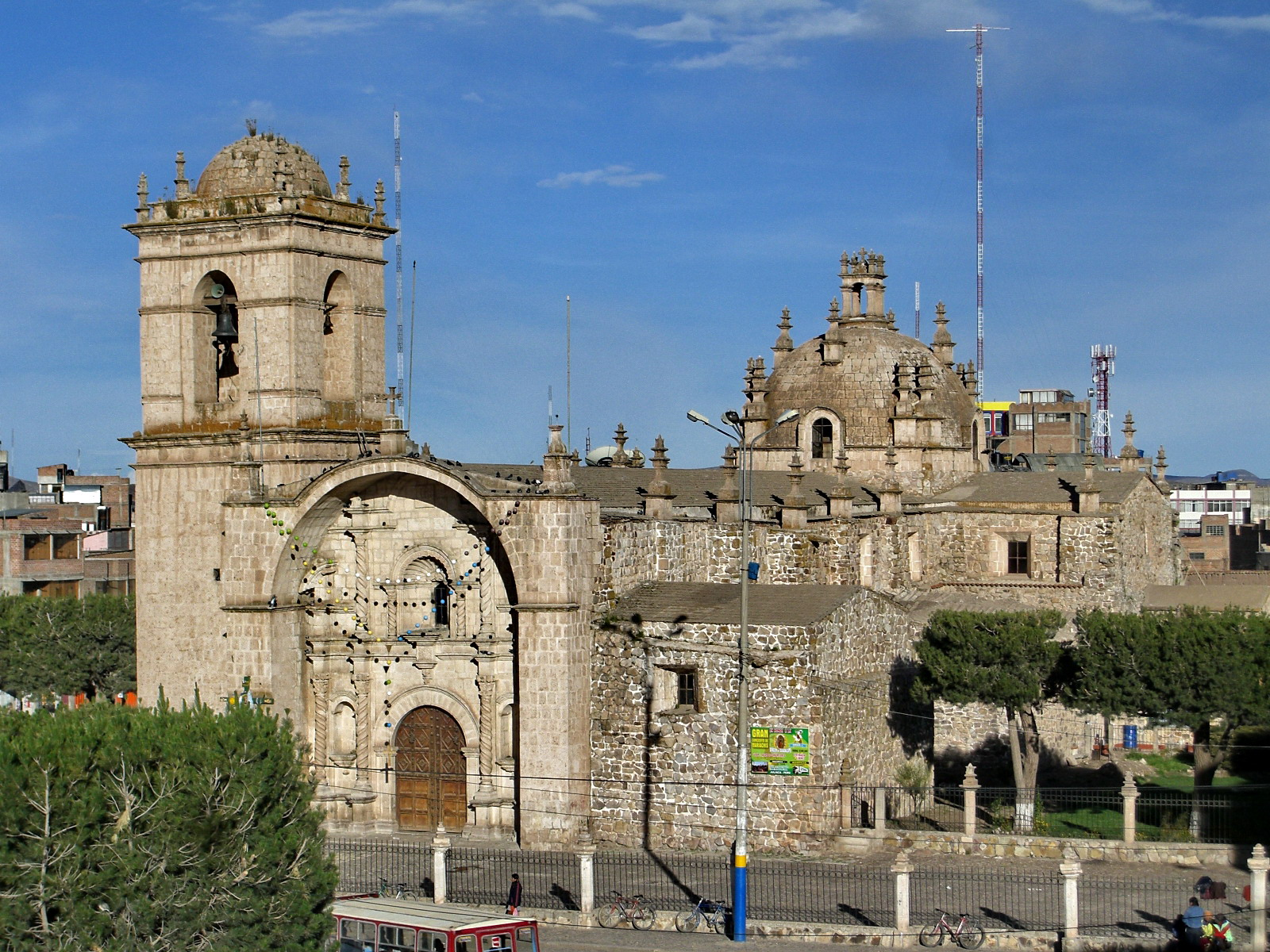
Templo de Santa Catalina.

### Iglesia Matriz de Santa Catalina
Ubicada en la plaza de Armas, presenta un estilo arquitectónico barroco indigenista. El inicio de su construcción data del año 1649, iniciada por los jesuitas; sin embargo no fue culminada hasta 125 años después. Muestra de ello es su única torre de campanario, construida íntegramente con sillar traído de las canteras de Arequipa. Actualmente está bajo el mando de la congregación Franciscana.

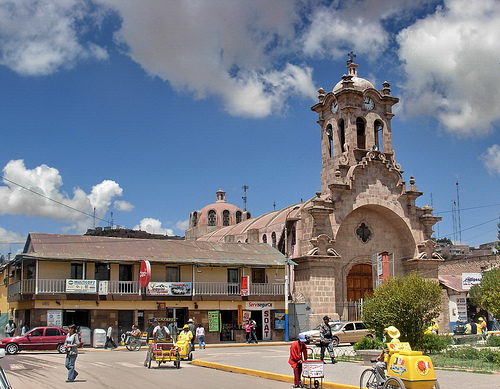
Iglesia de la Merced

### Iglesia de La Merced
Esta iglesia es una hermosa obra de arquitectura de la época de la república. Se ubica en el ala oeste de la plaza Bolognesi en el centro de la ciudad. Labrada en piedra caliza roja (debido a ello su color característico) y con una estructura propia de la era moderna (armazón de hierro). Al igual que la iglesia matriz de Santa Catalina solo tiene un campanario dispuesto simétricamente a diferencia de la anterior, además en ella destaca un reloj con cuatro caras circulares. Su construcción se debe a un grupo de fieles devotos quienes encargaron la construcción a Don Gregorio Layme. Fue inaugurada en 1959 y refaccionada en 1995, donde se incluyeron elementos indigenistas.

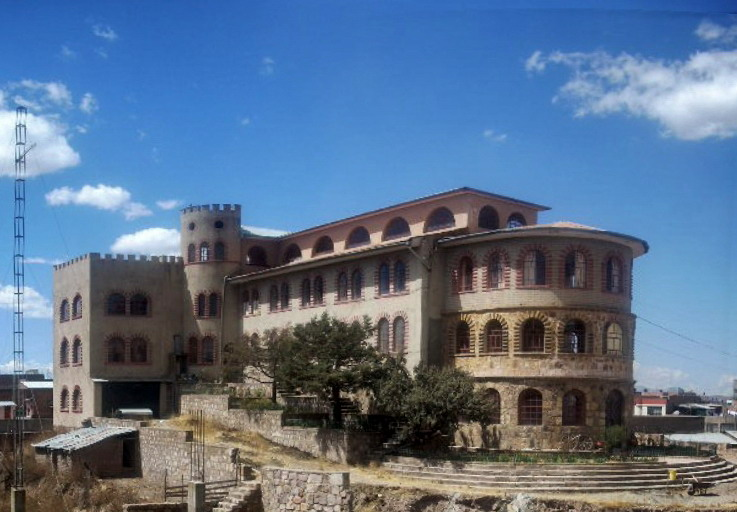
Convento Franciscano.

### Convento Franciscano
Llamado también Convento de Santa Bárbara. Es un edificio de cuatro niveles construido sobre el cerro Hatun Rumi o Santa Bárbara (denominación española), a 40 m de la plaza de Armas de Juliaca, presenta un estilo esencialmente románico.
Debido a su importancia de antaño, hoy constituye uno de los principales atractivos turísticos de la ciudad.

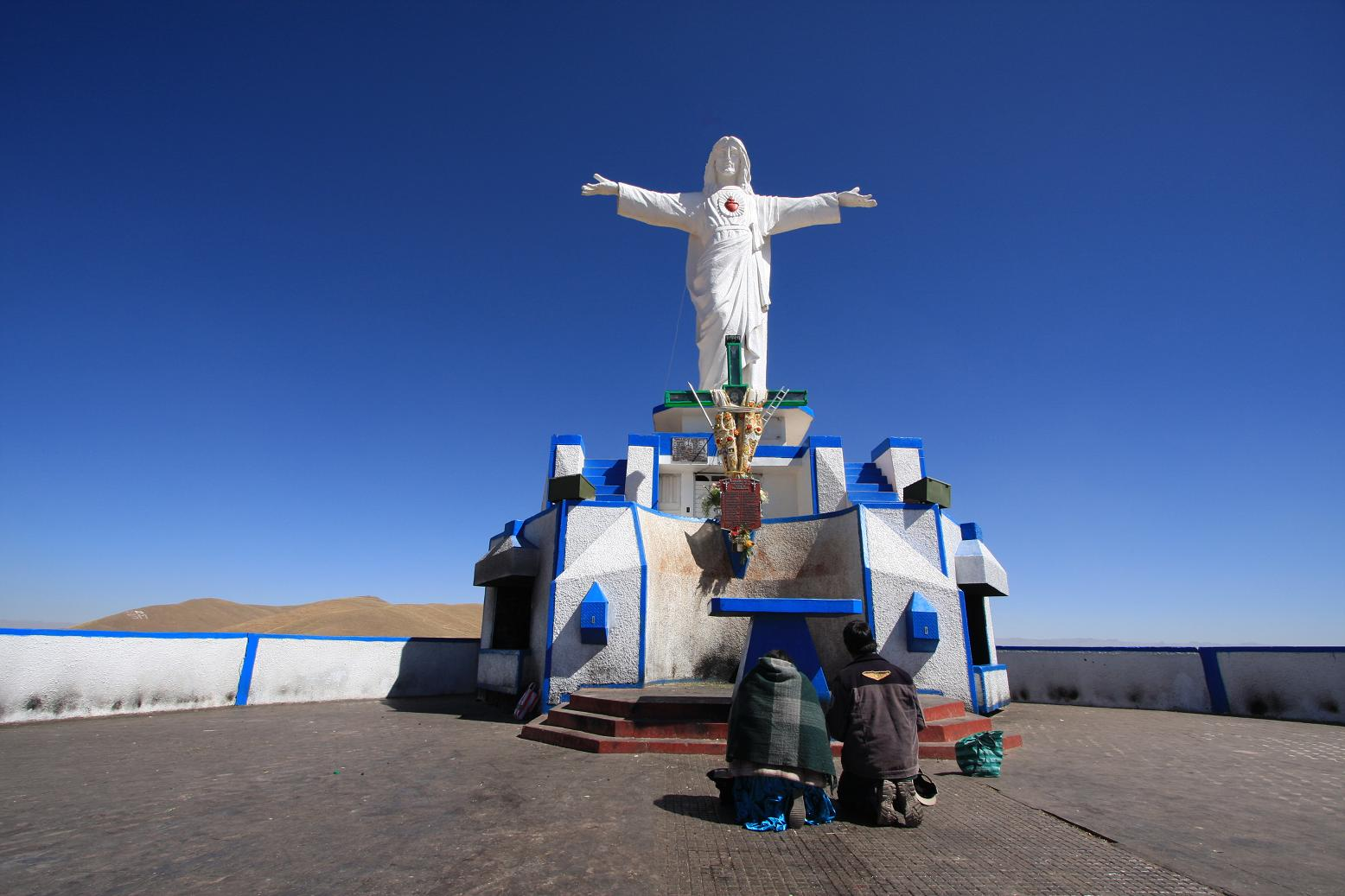
Cristo Blanco.

### Cristo Blanco del Mirador Huaynarroque
Ubicado en dirección sudeste con respecto de la plaza de Armas, sobre la cumbre del cerro Huaynarroque. El Cristo Blanco, plasamado en concreto y fibra de vidrio, sobresale en el horizonte de Juliaca. Al pie del monumento se halla un mirador, desde el cual se puede contemplar el área urbana y no-urbana que comprende la ciudad de Juliaca. El complejo fue construido en apenas dos semanas y media, y fue inaugurado en 1987.

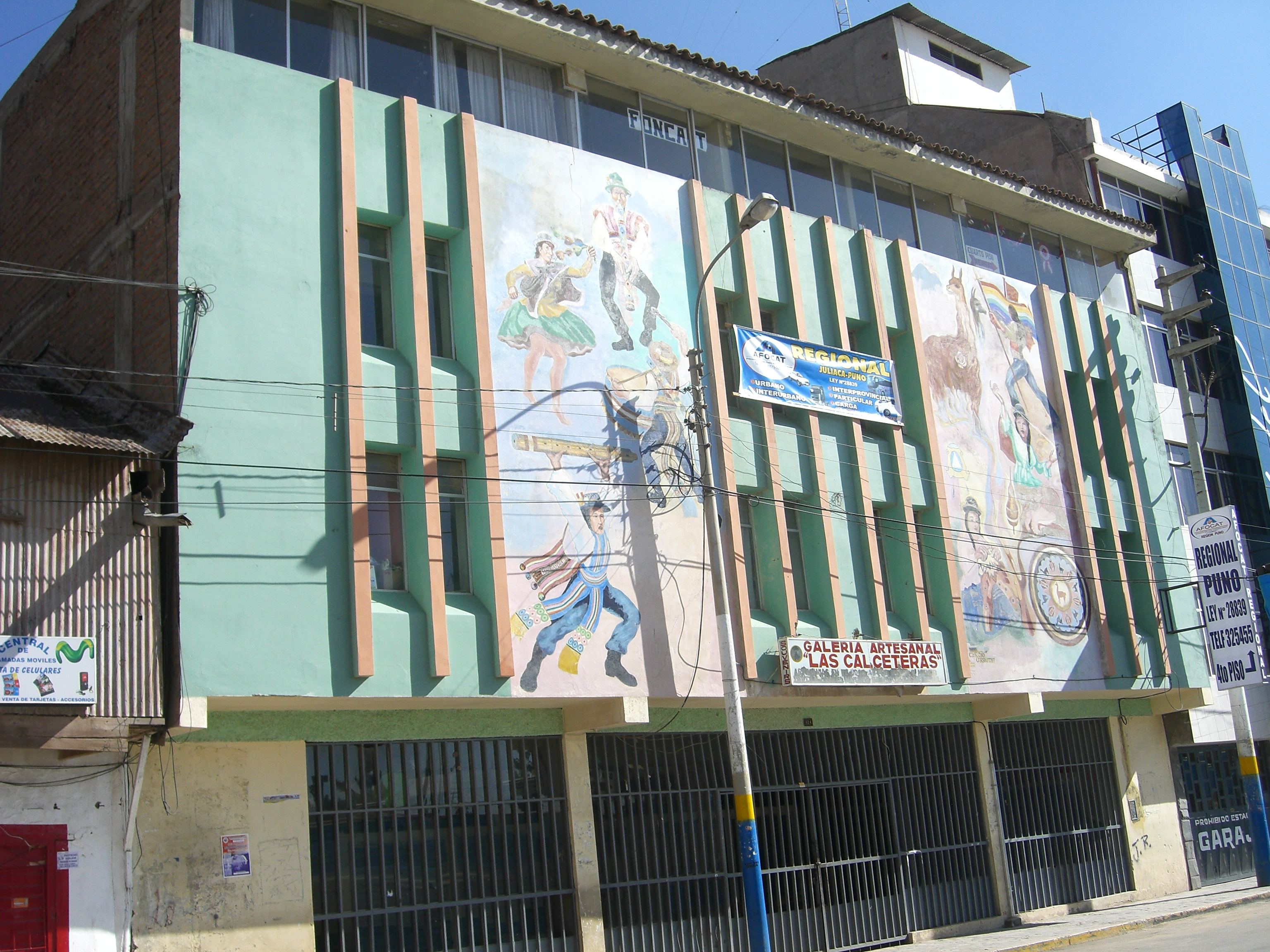
Galería Las Calceteras.

### Galería las Calceteras
Es un local de tres plantas, ubicada en el ala norte de la plaza Bolognesi. Es un centro comercial de artesanías, en el cual se expende todo tipo de prendas (calcetas, chullos, escarpines, chalinas, chompas, alfombras, guantes, etc.) tejidas o fabricadas con materiales nativos (llama, alpaca, vicuña), el visitante puede también visualizar el trabajo a mano realizado por las señoras artesanas con sus vestimentas típicas (llamadas las calceteras), en distintos tipos de lanas y fibras, muy apreciadas en el mercado internacional.

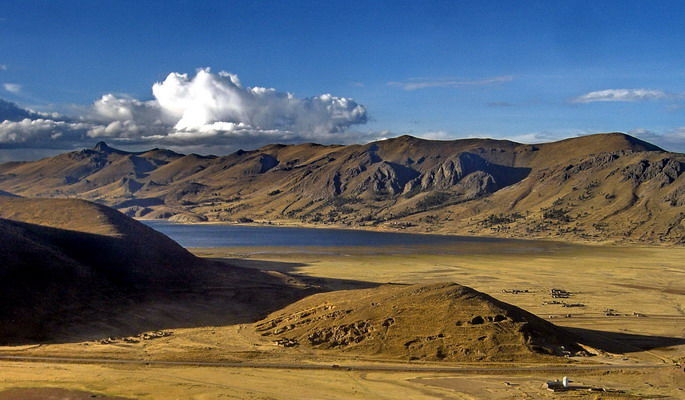
Laguna de Chacas.

### Laguna de Chacas
Ubicada a 10 km al noroeste de la ciudad de Juliaca, en el área concerniente a los poblados de Kokan y Chacas. Es una laguna rodeada por vastos cerros, como el Iquinito (el cual es el más alto de la zona), la laguna posee forma fusiforme y una superficie de 6,2 km² aproximadamente. En esta laguna abunda la flora y fauna local, principalmente durante el verano (temporada lluviosa).

## Economía

### Actividades laborales
La ciudad de Juliaca, desde el siglo XIX, desarrolló una gran actividad relacionada con el comercio, constituyendo además un centro de cambio e intermediación, sirviendo de nexo a toda la región sur del Perú.
Ostenta una importancia comercial y geopolítica por su fluida comunicación con las principales ciudades del sur del Perú.
A fines del 2012, la Cámara de Comercio - Puno ha estimado que Juliaca será la cuarta economía más importante del Perú para el año 2020, debido principalmente a la instalación de diferentes entidades financieras así como cadenas transnacionales con sus respectivos centros de comercio, el dinamismo del flujo económico en la ciudad, incluso, hace prever que dicha estimación podría darse mucho antes.
La ciudad cuenta con una población económicamente activa de 90 573 habitantes, siendo las principales actividades las siguientes: 
| Principales actividades económicas de la ciudad de Juliaca |           |            |
| Actividad Económica                                        | Población | Porcentaje |
| Total                                                      | 84 035    | 100 %      |
| Agricultura,ganadería, caza y silvicultura                 | 64 105    | 4.88 %     |
| Pesca                                                      | 17        | 0.02 %     |
| Explotación de minas y canteras                            | 875       | 1.04 %     |
| Industrias manufactureras                                  | 11 950    | 14.22 %    |
| Suministro electricidad, gas y agua                        | 148       | 0.18 %     |
| Construcción                                               | 5463      | 6.50 %     |
| Venta, mant.y rep.veh.autom.y motoc.                       | 2448      | 2.91 %     |
| Comercio por mayor                                         | 1391      | 1.66 %     |
| Comercio por menor                                         | 22 060    | 26.25 %    |
| Hoteles y restaurantes                                     | 4863      | 5.79 %     |
| Transp.almac.y comunicaciones                              | 10 439    | 12.42 %    |
| Intermediación financiera                                  | 436       | 0.52 %     |
| Activit.inmobil., empres.y alquileres                      | 2895      | 3.44 %     |
| Admin.pub.y defensa;p.segur.soc.afil.                      | 2604      | 3.10 %     |
| Enseñanza                                                  | 6929      | 8.25 %     |
| Servicios sociales y de salud                              | 1768      | 2.10 %     |
| Otras activi. serv.común., soc.y personales                | 2052      | 2.44%      |
| Hogares privados y servicios domésticos                    | 1252      | 1.49 %     |
| Actividad económica no especificada                        | 2340      | 2.78 %     |
| Fuente: Proyecciones Demográficas 2008, INEI-PERU.         |           |            |

### Industria
El sector industrial de la ciudad es uno de los más dinámicos de la zona sur del Perú y el mayor de la región Puno. Está constituido principalmente por el parque industrial Taparachi, ubicado en la salida a Puno. En este, existen varias empresas, entre las que destacan Alicorp, Backus, Direpsur, Tecnología e Importación, Embotelladora Juliaca, Inca Motors, Compañía Textilera, Cementos Sur, etc.

### Turismo
La ciudad de Juliaca recibe anualmente alrededor de 109 000 turistas, esto se debe porque en Juliaca se encuentra el aeropuerto de la región Puno que sirve como enlace a los destinos turísticos de la región.

### Empleo
En los últimos años la ciudad ha venido experimentando un incremento del empleo en diferentes rubros, siendo el comercio una de sus principales actividades impulsoras para dicho incremento.
En el periodo agosto de 2010 - agosto de 2011 el empleo laboral formal creció un 11.7 % con la contratación media de 10 a más trabajadores según un informe del Observatorio Socioeconómico Laboral de Puno.
El sector comercio ha sido impulsado por la instalación y ampliación de supermercados que operan en Juliaca motivo principal de la contratación de mano de obra calificada.
En agosto de 2012, el Ministerio de Trabajo reportó que el eje Juliaca-Puno lideró el crecimiento del empleo en un 8 % seguido por ciudades como Cajamarca, mientras que siete de 29 ciudades que conforman el anillo urbano peruano reportaron variaciones negativas como Huancavelica (-13 %) y Puerto Madonado (-4 %).
Entre las principales actividades que fomentan el empleo en Juliaca están los rubros de servicios, comercio, extractiva y transporte, así como el rubro de almacenamiento y comunicaciones.

### Comercio

Real Plaza

Esta es la principal actividad económica de la ciudad, ocupando alrededor del 26.5 % de la PEA (Población económicamente activa); Juliaca en 2008 poseía 15 439 establecimientos comerciales, que representa, el 41 % de los establecimientos de la región Puno, esto debido a la densidad demográfica (225 175 hab.).
En 2007, la incidencia de la pobreza total (pobreza e indigencia) en la región Puno era del 67.2 %, mientras tanto en la provincia de San Román (Juliaca) fue de 44.5 %.

Plaza Vea

La ciudad de Juliaca es recientemente un buen sitio para las inversiones de capital, esto debido, principalmente, a la reducción de la pobreza que ha venido suscitándose en los últimos años, la alta densidad poblacional, y el mayor ingreso percápita que presentan sus ciudadanos. Un ejemplo de esto es que desde 2010 opera en esta ciudad el Real Plaza Juliaca, centro comercial operado por el Grupo Interbank (Plaza Vea, Oeschle, Cineplanet, etc), construido con una inversión de alrededor de 2 millones de dólares.

#### Bancos y financieras
- Banco de Crédito del Perú
- BBVA Banco Continental
- Scotiabank
- Interbank
- Banco de la Nación
- Banco Interamericano de Finanzas
- Banco Financiero
- Banco Azteca
- MiBanco
- Credicoop la Isla
- Caja Municipal de Cusco
- Caja Municipal de Arequipa
- Caja Municipal de Piura
- Caja Municipal de Sullana
- Caja Municipal de Trujillo
- Caja Rural Los Andes
- Financiera Raíz
- Financiera Solidaridad

## Festividades

### Carnaval de Juliaca

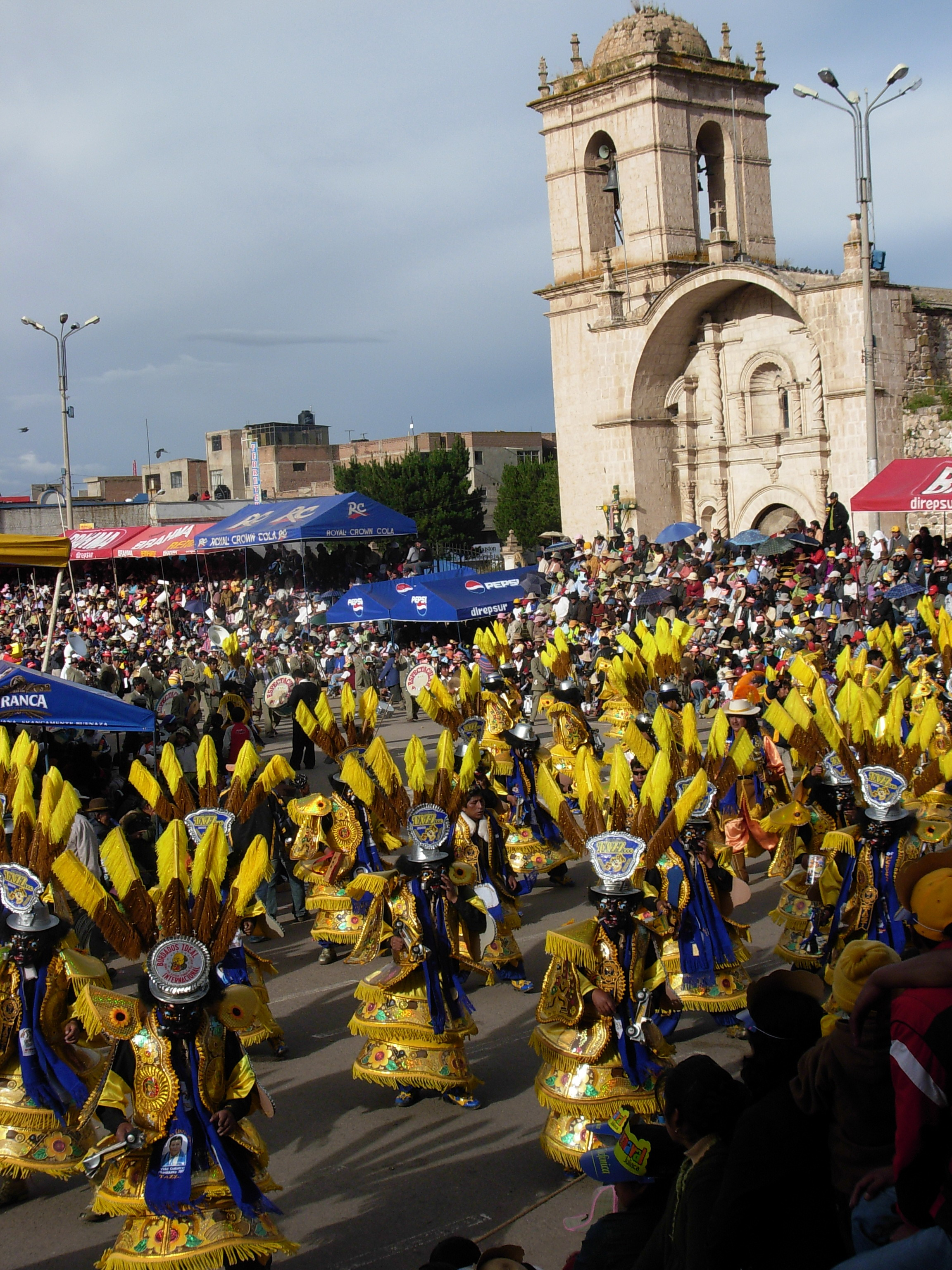
Carnaval de Juliaca.

Es la mayor festividad de la ciudad y cuenta con amplia aceptación popular con una duración aproximada de un mes (lo cual incluye diferentes festividades), por ello la denominación de los carnavales más grandes, fastuosos y prolongados del Perú. Son tradicionales los concursos de danzas folklóricas, los que se realizan en diferentes locaciones de la ciudad. Estos certámenes se caracterizan por el colorido de sus vestimentas, la gracia de sus coreografías, así como por el gran júbilo del que disfrutan sus participantes, sin duda una experiencia única, los misterios de este carnaval solo se entienden al vivirlo.

### Qashwa de San Sebastián
Es una danza colectiva andina que se ejecuta durante la festividad del Carnaval Chico de San Sebastían en la ciudad de Juliaca (Provincia de San Román - Departamento de Puno). En la tradición local se cree que esta danza surgió durante la época pre-inca, para celebrar la derrota de los Lupacas del sur por parte de los Collas.
Actualmente esta danza es considerada: Patrimonio cultural inmaterial del Perú.

### Hermandad del Señor de los Milagros de Juliaca
Es una devoción religiosa que se lleva a cabo cada año en el mes de octubre. El Señor de los Milagros es el Patrono del Perú. La hermandad tiene un centenar de personas que son devotos, se realizan es distinto del Perú para celebrar la misión y la fe en Dios.
Actualmente esta advocación de Jesucristo es considerada: Patrono del Perú.

### Feria de las Alasitas
Esta festividad es una de las mayores del Altiplano andino, celebrada también en Bolivia. Alasitas es un vocablo aimara que quiere decir "cómprame".
En esta feria se expenden todo tipo de artículos en miniatura, a modo de juguetes, muchos de ellos ya motorizados por los comerciantes. Se celebra el 3 de mayo.

### Festividad de la Virgen de las Mercedes
Esta festividad es una de la más grande e importante de las festividades, se da en honor a la patrona de la ciudad" la virgen de la Mercedes". Se celebra el 24 de septiembre de cada año, con gran afluencia de fieles devotos y algunos turistas y la propia población.
En esta festividad se realiza una gran parada y veneración para expresar la fe y devoción de los fieles; está a cargo de varios conjuntos y grupos folclóricos con danzas altiplanicas como morenadas, diabladas, caporales entre muchas otras.

## Cultura

### Rijcharismo
Entre 1933 y 1937 en el medio rural del Altiplano peruano, irrumpió un movimiento social de repercusión continental, que logró constituirse en una experiencia pionera para posteriores cruzadas en otros países del mundo.
Durante su Actividad cumplió una labor impregnada de nacionalismo, impulsando acciones tendientes a liquidar males endémicos (viruela), el analfabetismo, la servidumbre y el gamonalismo de esos años.
Estos movimientos de acciones sanitarias, educativas, periodísticas, artísticas y literarias, tuvo por denominacíon Rijcharismo, por sede principal a la ciudad de Juliaca, por vocero a Runa Soncc'o, y por líder al Dr. Manuel Núñez Butrón.
En uno de los informes mensuales que se presentaban al respecto, se hace referencia a que el movimiento había visitado diferentes parcialidades de la ciudad de Juliaca enseñando principios de higiene y vacunando contra la Viruela.
Al Dr. Manuel Núñez Butrón por esa labor precursora, en el pueblo soviético de Alma-Ata, la Organización Mundial de la Salud, le reconoció como: pionero de la atención primaria en el mundo.

### Educación

#### Educación Primaria
- Colegio "PERU BIRF"
- I.E.P. "Gilmar Madera Terán"
- Colegio de Ciencias Aplicadas Nuestra Señora del Carmen
- Colegio Peruano Británico Francis Aston
- Colegio Salazar Bondy
- Colegio San Ignacio de Loyola
- Centro Educativo Mariano Nuñez 70565
- Centro Educativo Manuel Núñez Butrón 71014-1121
- Centro Educativo N.º 11204
- Centro Educativo María Auxiliadora 1122
- Centro Educativo Carlos Dante Nava
- Colegio Educativo Santa María 70536 -1131
- Colegio Franciscano San Román
- Centro Educativo Tupac Amaru N.º 70545
- Colegio Adventista Fernando Stahl
- Colegio Particular de Señoritas Elena de Santa María
- Colegio Santa Catalina
- Institución Educativa Primaria N.º 70610 de la Urb. Santa Adriana
- Colegio Particular Luz y Ciencia
- I.E. P.N.P Santa Rosa de Lima - Juliaca
- colegio San Juan Bosco
- colegio Gregor Mendel
- colegio Pedro kalbermatter
- colegio M.H.C. comercio 32
- Colegio "Lider Juliaca"

#### Educación Secundaria
- Colegio "Gran Unidad Escolar José Antonio Encinas"
- Colegio Peruano Británico Francis Aston
- Colegio de Ciencias Aplicadas "Nuestra Señora del Carmen"
- Colegio Daniel Alcides Carrion DAC
- Colegio James Baldwin
- I. E. S. "San Francisco de Borja"
- Colegio "Sagrado Corazón de Jesús"
- Colegio Salazar Bondy
- Colegio José María Arguedas Industrial 45
- Colegio Martín Lutero
- Colegio Colibrí
- Colegio Mariano Melgar
- Colegio Horacio Zevallos Gamez
- Colegio emblemático "gran unidad escolar  Las Mercedes"
- Colegio Emblemática Politécnico Regional "Los Andes"
- Colegio "Comercio 32"
- Colegio San Ignacio de Recalde
- Colegio Gregor Mendel
- Colegio Pedro Vilcapaza
- Colegio "Brigham Young School"
- Colegio San Vicente de Paúl
- Colegio Eduardo Forga Selinger
- Colegio Claudio Galeno
- Colegio Alexander Fleming
- Colegio ELIM
- Colegio Federico Moore
- Colegio Marcelino Champagnat
- Colegio Enrique Guzmán y Valle
- Colegio Alfredo Bryce Echenique
- Colegio Danielle Miterrand
- Colegio Santa Catalina
- Colegio Franciscano San Román
- I.E. P.N.P Santa Rosa de Lima - Juliaca
- Colegio Elena de Santa María
- Colegio Nacional Las Mercedes
- Colegio Industrial INA 91
- Colegio "Luz Andina Reyna de las Américas"
- Anexo varones "Andean Light"
- Colegio Técnico Industrial Perú Birf
- I.E.P. "La Salle"
- Colegio Adventista "Túpac Amaru"
- Colegio Adventista Americana
- Colegio Adventista Fernando Stahl
- Colegio Adventista del Titicaca
- Colegio Adventista "Belen"
- Colegio "Simón Bolívar"
- Colegio Nacional "CESAR VALLEJO"
- Colegio "Real Convictorio"
- Colegio Sigma
- Institución Educativa Privada "María Jesús"
- Colegio de ciencias "Buen Pastor"
- I.E.P San José "La Esperanza"A
- Colegio "Lider Juliaca"

### Universidades e Institutos Superiores
- Instituto Superior Pedagógico Público - Juliaca
- Instituto Superior Tecnológico Privado Nazaret
- Instituto Superior Tecnológico Privado Salazar Bondy
- Instituto Superior Tecnológico Privado San Juan Bautista la Salle
- Instituto Superior Tecnológico Privado Tecnotronic
- Instituto Superior Tecnológico Privado UNITEK
- Instituto Superior Tecnológico Público Manuel Nuñez Butron
- Escuela Superior de Formación Artística E.S.F.A. - Juliaca
- Escuela de Gastronomía y Turismo Los Andes.
- Instituto superior Privado cetpro crear juliaca

#### Universidad Andina Néstor Cáceres Velásquez.

UANCV

#### Universidad Nacional de Juliaca

Universidad Nacional de Juliaca(UNAJ)

#### Universidad Peruana Unión

Campus UpeU Juliaca

### Periodismo
Numerosos periódicos y revistas circularon en los años de la vida provincial, cabe destacar a:
- Runa Soncc'o (1935 - 1948)
- La voz de Juliaca (1946)
- Sayariy (1975)
- Calcetera (1974)
- Danza y avanza (1992 - 1993)
- Acción (1950 - 1961)
- Adelante (1946)
- Horizontes de Cultura (1964)
- Huaynarroque (1967)

En 1950, se formó la filial de la Federación de Periodistas del Perú, bajo el mando del Dr. Manuel Nuñez Butrón y la labor persistente de Moisés Calatayud Chávez.
En 1971, se formó la filial de la Asociación Nacional de Periodistas por iniciativa de Carlos Bustamante Luza. El 18 de febrero de 1968 se constituyó el círculo de periodistas con la presidencia de Javier Romero García.
El 27 de julio de 1959, irrumpió oficialmentela emisión de la primera emisora en la ciudad: Radio Juliaca, bajo la dirección de Víctor Urviola Garrido.

### Artes
El arte en Juliaca, se encuentra fundamentalmente a cargo de la Escuela Superior de Formación Artística Pública de Juliaca, encargada de profundizar y repotencializar al arte calcetero.

### Idioma
En Juliaca las lenguas más habladas son el español y el quechua, seguido del aimara.
La lengua originaria en Juliaca es el quechua, siendo esta desplazada por el español, gracias al establecimiento de personas provenientes de otros lugares, y más recientemente se estableció (y se está estableciendo) un gran número de personas que hablan el idioma aimara, debido a muchas migraciones provenientes de la zona noreste del Altiplano (Huancané y Moho), siendo estos sus dialectos:
| Idiomas y dialectos de la ciudad de Juliaca |             |           |
| Idioma                                      | Dialecto    | Población |
| Español                                     | Andino      | 134 408   |
| Quechua                                     | Puneño      | 58 535    |
| Aimara                                      | Altiplánico | 19 310    |
| Asháninka                                   | -           | -         |
| Otro                                        | -           | -         |
| Extranjero                                  | -           | -         |

### Gastronomía
La cocina Puneña se caracteriza por tener una gran variedad de platos culinarios y por poseer ricas fuentes de calcio.
- Thimpo: Preparado con papas, chuños enteros, muña, ajo, ají y carne (trucha, cordero o alpaca) y acompañado de encebollado rojo; del cual deriva el sancochado.Thimpo de trucha

Thimpo de trucha

- Huarjata: Plato similar al Thimpo, pero preparado con la cabeza de chancho
- Caldo de kharachi: Tradicional plato a base de kharachi, chuños blancos y negros de particular sabor, al que se le atribuye brindar nutrientes que estimulan la inteligencia de las personas
- Kankacho: Carne horneada, servida con papas y llajwa.
- Salteña: Empanada jugosa y rellena de carne, huevo duro, especias, y otros ingredientes, cocida al horno tiene particular apariencia debido a la costura en la parte superior de su cuerpo.

- Mazamorra de quinua: Plato extremadamente rico en calcio con base de quinua molida y acompañada de queso rallado y suero de leche salada
- Pesq'e: Guiso hecho a base de quinua entera, queso rallado y suero de leche salada; en ocasiones se sirve con encebollado rojo.

- Trucha frita: Hecho con truchas de las diversas fuentes hídricas cercanas a la ciudad.
- Ceviche de pejerrey: Preparado con pejerrey (de 40 a 50 cm de longitud), de excelente carne blanca y sabor agradable.
- Caldo de cabeza: Caldo con trozos de cabeza de cordero, chuño blanco, negro y papas.
- Chairo: Sopa a base de Chuño chancado, trozos de chunchuli y Charqui.
- Salchipollo: Plato hecho a base de pollo, arroz frito y diversas especies de hierbas además de sillau que le da un color característico (este plato es muy similar a chifa)
- Chuño lagua: Mazamorra de chuño molido.

- Sajta de gallina: Guiso preparado con gallinas, cebolla y ajíes (palillo); del cual deriva el moderno ají de gallina.

- Quispiño: Trozos de Quinua molida, cocidos al vapor formados en diversos cuerpos similar a las galletas de peculiar sabor, regularmente se acompaña con queso para servirlo.

- Huatia: Alimentos típicos cocidos en un horno hecho con champas (cuerpos de tierra).

- Anticucho: Trozos de Carne cocidos al carbón, con papas y ají.

- Chunchuli: Trozos de Panza y Tripas (cordero o res) servidos con papas y ají.

- Pastel de quinua al horno: Postre similar a la torta de cañihuaco

- Ensalada de papa lisa: Una ligera ensalada, sirve como acompañante a otros platos

- Torta de cañihuaco: Postre altiplánico consumido durante festividades

- P'asanqalla: Es el popcorn del Altiplano

- Chicharrón de alpaca: Carne de alpaca frita a gran temperatura

- Chupe de quinua:  Sopa elaborada sobre la base de quinua con verduras.

## Deporte

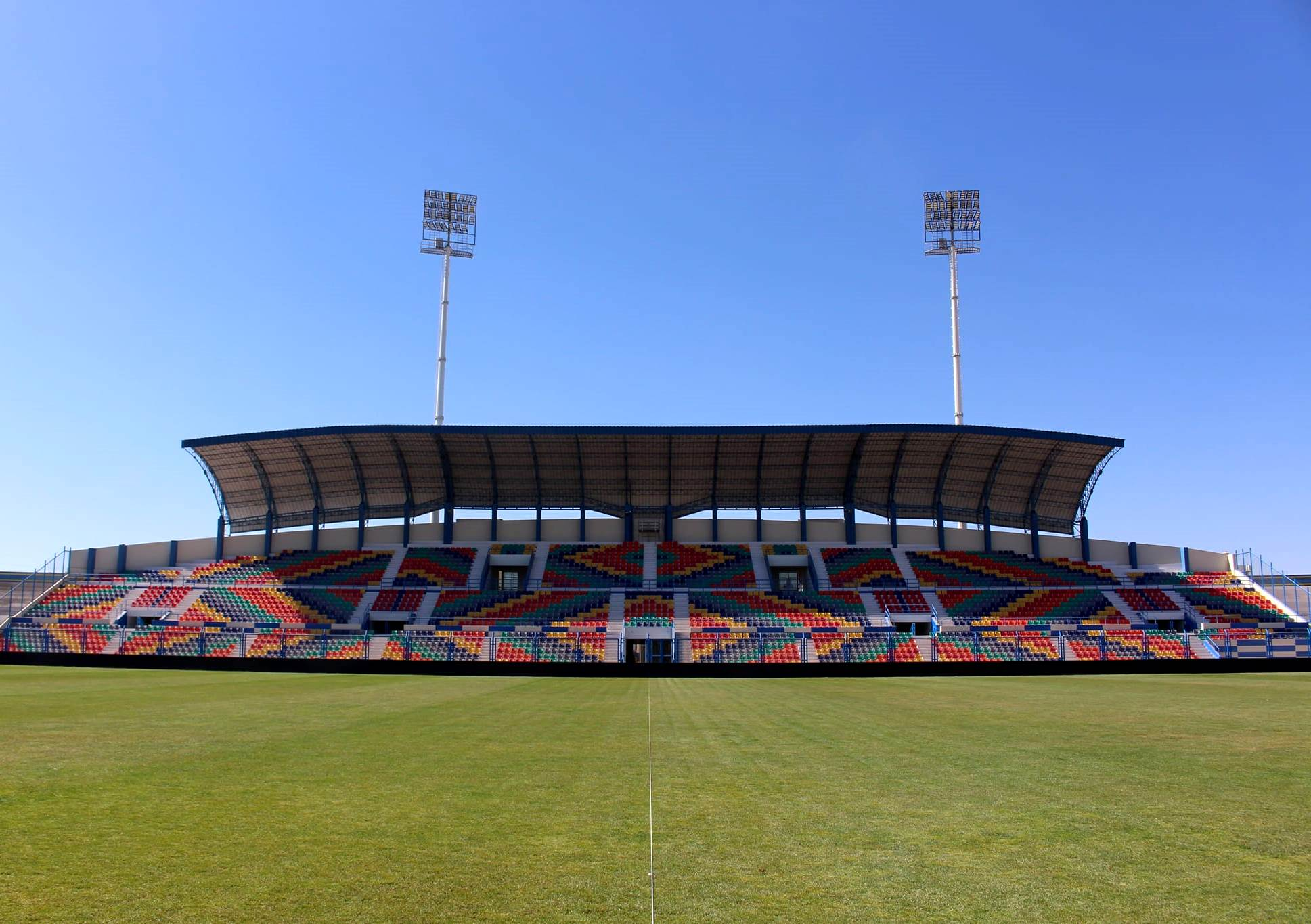
Estadio Guillermo Briceño en la ciudad de Juliaca.

El deporte con mayor popularidad en la ciudad de Juliaca es el fútbol, al igual que en el resto del país. El equipo de fútbol más antiguo de Juliaca es el American Star . El equipo que cuenta con mayor tradición y popularidad para la afición local es el Diablos Rojos.

### Clubes de fútbol
| Equipo                    | Fundación               | Estadio             | Liga      |
| Binacional                | 18 de diciembre de 2010 | Guillermo Briceño   | Liga 1    |
| Credicoop San Román       | 31 de enero de 2015     | Guillermo Briceño   | Copa Perú |
| Club Atlético Politécnico | 27 de mayo de 1964      | Estadio Politécnico | Copa Perú |
| Diablos Rojos             | 15 de enero de 1965     | Guillermo Briceño   | Copa Perú |
| Franciscano San Román     | 16 de agosto de 2000    | Guillermo Briceño   | Copa Perú |

### Recintos deportivos
La ciudad cuenta con diversos escenarios aptos para el deporte, en los que se pueden mencionar los siguientes:
- Estadio Guillermo Briceño Rosamedina
- Estadio Manuel A. Odria.
- Estadio Chancalata - Politécnico Regional "Los Andes"
- Estadio Municipal de Caracoto
- Estadio de San Isidro

### Final Liga 1 2019
A fines de 2019, Juliaca albergó la primera final de la Liga 1, el estadio Guillermo Briceño Rosamedina fue la sede para el primer encuentro de ida entre los equipos Deportivo Binacional y Alianza Lima, La particularidad del evento es que el sistema V.A.R., fue utilizado por primera vez en el fútbol profesional peruano para dicha final.
Las coordinaciones entre la FPF y la Conmebol hizo posible que la instalación de los equipos e infraestructura necesaria sea satisfactoria en los ambientes destinados para ello dentro del estadio Guillermo Briceño Rosamedina.

Binacional Campeón 2019

## Títulos y apelativos

### Títulos Honoríficos
La ciudad de Juliaca, a lo largo de su historia, recibió importantes títulos honoríficos, que son los siguientes:
- Perla del Altiplano
- Capital de la Integración Andina (Ley N° 24746)
- Ciudad de los Vientos
- Ciudad calcetera

### Apelativos
Debido a su localización e importancia, la ciudad de Juliaca cuenta con distintos apelativos:
- Perla del Altiplano
- Ciudad Cosmopolita
- Cuna de Machuaychas y Chiñipilcos
- Ciudad de los vientos
- Flor del Altipampa

## Vías de comunicación y Transporte
Juliaca es una ciudad que cuenta con todos los medios de comunicación, esto incluye el Aeropuerto Internacional Inca Manco Cápac, cuya pista de aterrizaje es la más larga de Latinoamérica, además brinda servicio de trenes (Tramo Sur del Ferrocarril del Sur) y buses.
Juliaca es el punto de inicio para toda la travesía en el altiplano. Por su estratégica ubicación geográfica, está comunicada con:
- Arequipa: 270 km
- Cuzco: 343 km
- Puno: 35 km
- Lima: 1272 km.

### Transporte aéreo

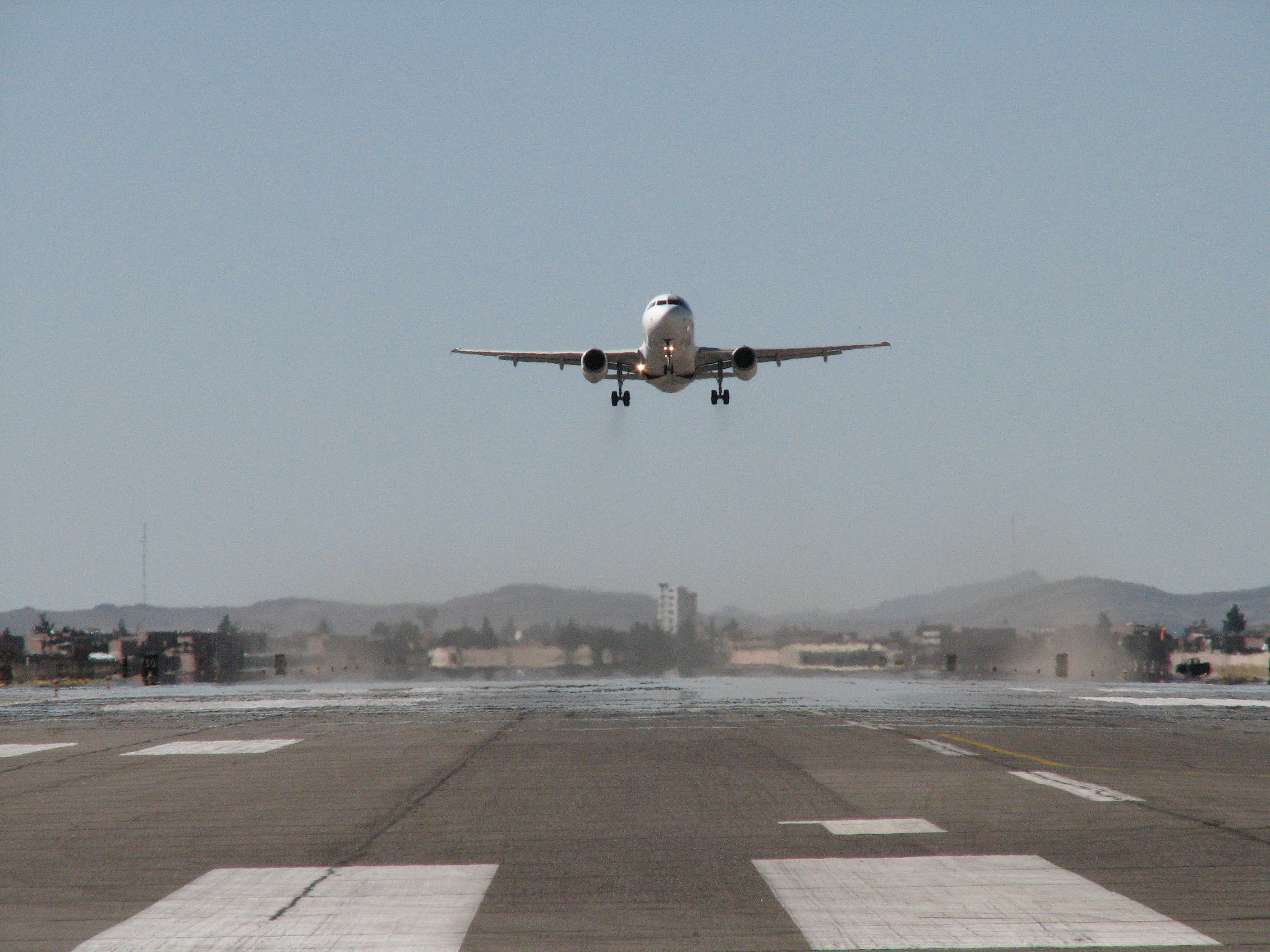
Aeropuerto Internacional Inca Manco Cápac.

Aeropuerto Internacional Inca Manco Cápac

Juliaca cuenta con un terminal aéreo, el único de toda la región Puno, el Aeropuerto Internacional Inca Manco Cápac que se encuentra ubicado en la zona noroeste de la ciudad. Este aeropuerto ostenta el título de la pista más larga de Latinoamérica con más de 4.2 km de largo por 45 metros de ancho, y es administrado por Aeropuertos Andinos del Perú.
El Aeropuerto Internacional Inca Manco Cápac permite el aterrizaje de casi todo tipo de aviones.
A principios del 2013 la compañía Boeing anuncia la prueba de vuelos del avión comercial Boeing 747-8, además de sus motores Genx-2B y su software de vuelo correspondiente, El aeropuerto Juliaqueño, según la compañía estadounidense, ha sido seleccionado por su favorable combinación de instalaciones, topografía y clima; Las pruebas realizadas a mediados de ese año han sido satisfactorias.
Sus principales destinos son las ciudades de Lima, Cusco y Arequipa
Las siguientes aerolíneas sirven a este aeropuerto:
- Avianca Perú
- LATAM Perú
- Star Perú
- LAN Perú
- TACA
- American Airlines
- Peru Pacific Airlines
- Estelar Peru
- Viva Air
- Peruvian Airlines
- Sky Perú

### Transporte Terrestre

Terminal terrestre por fuera

El transporte terrestre en Juliaca es una actividad de gran importancia. Debido a su ubicación geográfica, Juliaca es el eje central de las comunicaciones de toda la zona sur del Perú. De Juliaca parten carreteras asfaltadas hacia Cuzco (Norte), Arequipa (Sudoeste), Puno (Sur), Huancané (Noreste), Lampa (Noroeste), entre otros lugares. La Carretera Interoceánica Sur, en su tramo IV, conecta a la ciudad de Juliaca con Brasil.
En el segundo semestre del año 2009 la empresa "Concesionaria Vial del Sur" (COVISUR) reasfaltó la vía Juliaca-Puno (42 km) en todo su tramo, haciendo a esta vía mucho más transitable y rápida. Tras algunos estudios de prefactibilidad se ha sugerido que se construya una segunda vía en este tramo a causa del alto tráfico de pasajeros y carga pesada entre dichas ciudades, durante el año 2015, bajo el gobierno del expresidente Ollanta Humala, se pone la primera piedra para la ejecución de la segunda calzada, la obra (valorizada en aproximadamente 280 millones de soles) debió concluirse para el año 2017, sin embargo a la fecha (2019), solo se tiene habilitado 28 kilómetros de los 40 que comprende el tramo original, a partir de mayo de 2019, dicho tramo se encuentra operativo en ambos carriles, señalizados y con elementos de seguridad vial.

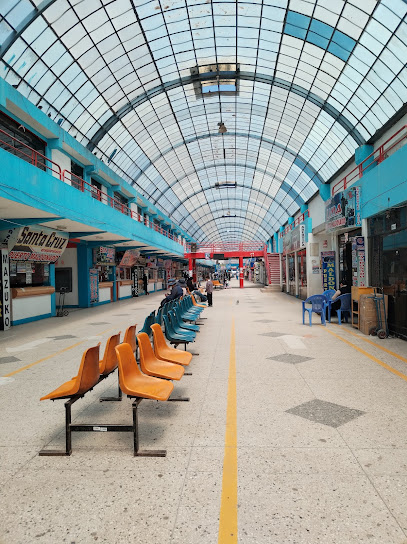
Terminal Terrestre de Juliaca

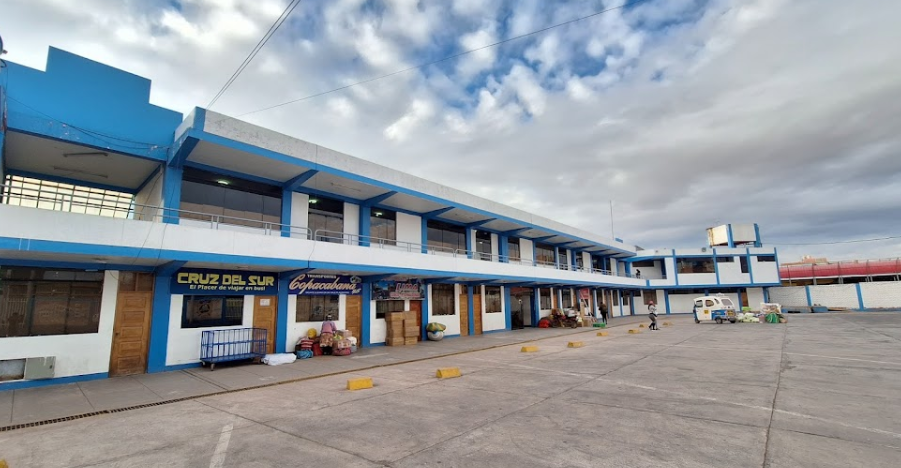
Terminal terrestre

### Transporte Ferroviario

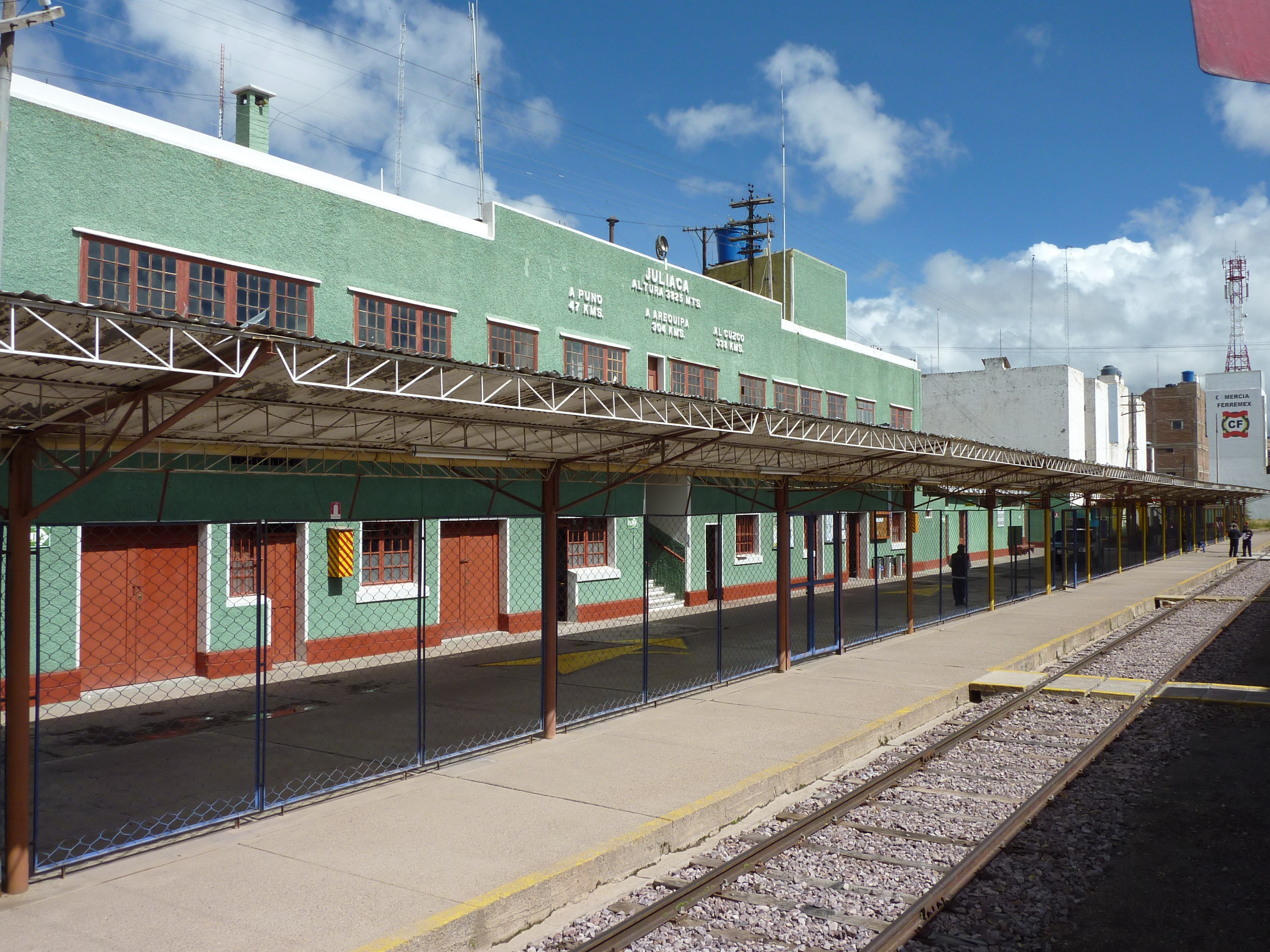
Estación de Juliaca.

Por la ciudad atraviesa el Ferrocarril del Sur, administrado por la empresa Ferrocarril Transandino S.A. y operado por PeruRail que ofrece servicios de transporte turístico y de carga hacia las ciudades de Puno, Cusco y Arequipa.
Este sistema de transporte fue muy importante durante la república, teniendo ya más de un siglo de existencia (1871), permite la comunicación entre las principales localidades del sur, llevando consigo diferentes niveles de progreso y expansión de los centros poblados ubicados en sus márgenes. El tramo Sur del Ferrocarril del Sur está constituido por las líneas: Cusco-Juliaca-Estación Puno, Cusco-Juliaca-Arequipa y Arequipa-Juliaca-Puno. Reviste de gran importancia estratégica dentro de un sistema de comunicación multimodal en la macrorregión sur; ya que es el medio más eficaz y económico para el transporte de carga pesada a grandes distancias.
Actualmente el servicio turístico de trenes Belmond Andean Explorer es catalogado como de Primera Categoría, además del contexto paisajístico incomparable, viajar en tren se hace placentero viendo los variados paisajes del altiplano.

## Telecomunicaciones

### Servicio de Telefonía, Telefonía Móvil e Internet
Según datos de OSIPTEL (marzo-2024), Juliaca cuenta con un total de 20756 conexiones a Internet, esto representa un 46% del total de conexiones en todo el departamento, además concentra el 48% de las líneas fijas del departamento de Puno y el 48% de la televisión por cable desplegada en la región Puno.

### Canales de Televisión Abierta
HD
- Latina Televisión (Canal 2.1)
- ATV (Canal 4.1)
- ATV+ (Canal 4.2)
- Global TV (Antes América Next) (Canal 5.1)
- La tele (Canal 5.2)
- América Televisión (Canal 7.1)
- TV Perú (Canal 9.1)
- Radio Nacional TV (Canal 9.2)
- TV Perú Noticias (Canal 9.3)
- Canal IPe (Canal 9.4)
- Panamericana Televisión (Canal 11.1)
- ATV Sur (Canal 13.1)
- TV Sur (Canal 28.1)
- RSA  (Canal 28.2)
- Planeta (Canal 41.1)
- Apu TV (Canal 41.4)

VHF
- Latina Televisión (Canal 2)
- ATV (Canal 4)
- Global TV (Antes América Next) (Canal 5)
- América Televisión (Canal 7)
- TV Perú (Canal 9)
- Panamericana Televisión (Canal 11)
- ATV Sur (Canal 13)

UHF
- Cositel (Canal 15)
- Xtremo  (Canal 21)
- CTC (Canal 23)
- Fama TV (Canal 27)
- Radio y televisión del Perú (RTP) (Canal 31)
- Grami TV (Canal 35)
- TBN-Enlace (Canal 39)
- TELEFE (Canal 47)

### Radiodifusoras en Frecuencia Modulada
- Radio Ministerio Mundial Asociados (88.3)
- RPP Noticias La voz de todo el Perú (88.9)
- Radio La Kalle ¡Me gusta! (89.5)
- Radiomar Salsa de hoy, salsa de siempre (90.1)
- Radio Juliaca Una voz peruana para el mundo (90.9)
- Radio Moda Moda te mueve!... con la música que está de Moda (91.7)
- Radio Oxígeno Respiramos buena música (93.3)
- Radio Las Vegas (94.3)
- Radio La Karibeña Si suena (94.9)
- Radio La Zona ¡Tu música urbana! (96.5)
- Radio Exitosa La voz que integra al Perú (97.1)
- Radio San Pedro "Buena música durante todo el día" (98.1)
- Radio Ritmo Romántica Tu Radio de Baladas (98.9)
- Radio La Unica Siempre Contigo (99.9)
- Radio Nacional del Perú ¡Donde nadie más llega! (100.5)
- Radio Bethel Te acompaña (101.3)
- Radio Panamericana ¡Lo que el Perú quiere escuchar! (102.1)
- Radio Onda Cero La verdadera radio urbana (102.7)
- Radio MegaMix ¡Tocamos de todo! (103.3)
- Radio María Una voz católica en tu casa (103.9)
- Radio Sol de Los Andes (104.5)
- Radio Nueva Q ¡QQQumbia! (105.3)
- Radio FRECUENCIA POPULAR(106.1)
- Radio Perú La radio con identidad (106.7)
- Radio SUPER STAR (107.3)
- Radio Frontera (107.9)

### Radiodifusoras Online
- Radioactiva   (On line)
- http://radioactivaradio.blogspot.com
- Radio Super Color FM  (On line)
- www.supercolorfm.com

### Radios en Amplitud Modulada
- Radio Nuevo Tiempo ''La Voz de la Esperanza''(780)
- Radio Programas del Perú (810)
- Radio Noticias (1050)
- Radio Lider (1150)
- Radio Juliaca'la decana (1300)
- Radio Perú (1320)
- Radio Sudamericana (1340)
- Radio Qollasuyo... La diferente (1420)
- Radio Red Andina (1430)
- Radio Sol de los Andes (1460)

Servicios de Telefonía Móvil, Fija e Internet, distribuidas por las transnacionales Movistar, Claro, Bitel y Entel Chile.

## Ciudades hermanadas
- Puno, Perú
- Yunguyo, Departamento de Puno, Perú

- La Paz, Bolivia
- Arequipa, Perú
- Oruro, Bolivia
- Cusco, Perú